# Bunuri mobile din domeniul documente clasate în patrimoniul cultural național al României aflate în județul Caraș-Severin
Acestă listă conține bunurile mobile din domeniul documente clasate în Patrimoniul cultural național al României aflate la momentul clasării în județul Caraș-Severin.

## Fond
| Foto | Informații generale | Detalii tehnice                                                                               | Descriere | Deținător                       | Legături |
| ---- | --- | --------------------------------------------------------------------------------------------- | --- | ------------------------------- | -------- |
|      | Carnet de însemnări aparținând generalului Ioan Dragalina Autor: Ioan Dragalina, general | Datare: 1915 Dimensiuni: L: 16 cm; La: 10 cm Material: hârtie                                 | Conține însemnări ale generalului Ioan Dragalina în perioada cât se afla detașat pe Valea Prahovei unde executa lucrări de fortificații pentru apărare, în eventualitatea intrării României în primul război mondial. | Muzeul Banatului Montan, Reșița | Cimec    |
|      | Carnet de însemnări aparținând generalului Ioan Dragalina pe frontul de la Orșova-Valea Cernei Autor: Ioan Dragalina, general | Datare: 09.09.1916 - 08.10.1916 Dimensiuni: L: 18 cm; La: 11 cm Material: hârtie              | Carnetul cuprinde însemnări ale generalului Ioan Dragalina făcute în timpul luptelor de pe frontul de la Orșova-Valea Cernei, împotriva armatei germano-austro-ungare. Însemnările se referă la situația de pe front, colaboratorii generalului, ordine militare, detalii privind operațiunile militare desfășurate în succesiunea evenimentelor. | Muzeul Banatului Montan, Reșița | Cimec    |
|      | Ethnigraphisch-topographische Beschreibung des Bergortes Steierdorf im Banat (Descrierea etnografică-topografică a localității montane Steierdorf) Autor: Societatea germană anonimă pe acțiuni (STEG)                                | Datare: 1859 Dimensiuni: L: 25 cm; La: 39,5 cm Material: hârtie                               | Documentul prezintă o descriere detaliată din punct de vedere etnografic și topografic a localității montane Steierdorf din Banat (Ethnigraphisch-topographische Beschreibung des Bergortes Steierdorf im Banat). Din perspectiva informațiilor conținute documentul se constituie ca o veritabilă monografie a localității Steierdorf (cadrul natural, istoria, date demografice, floră, faună, tradiții și obiceiuri); 164 file. | Muzeul Banatului Montan, Reșița | Cimec    |
|      | Ethnigraphisch-topographische Beschreibung des Forst Domamen Ant Orawitza (Descrierea etnografică-topografică a Domeniilor Oravița din Banat) Autor: Societatea germană anonimă pe acțiuni (STEG)                                     | Datare: 1859 Dimensiuni: L: 39 cm; La: 26 cm Material: hârtie                                 | Documentul prezintă o descriere detaliată din punct de vedere etnografic și topografic a localității montane Oravița, inclusiv a localităților Cacova, Ticvani, Greoni, Măidan. Informațiile se referă și la relief, căi de comunicații, cultură și obiceiuri. Documentul conține 74 de file. | Muzeul Banatului Montan, Reșița | Cimec    |
|      | Ethnigraphisch-topographische Beschreibung des Forst Domamen Amtes Roman Szaszka (Descrierea etnografică-topografică a Domeniilor din Sasca Română) Autor: Friedrich Marquardt                                                        | Datare: 1859 Dimensiuni: L: 39 cm; La: 26 cm Material: hârtie                                 | Documentul prezintă o descriere detaliată din punct de vedere etnografic și topografic a localității montane Sasca Română, istoria localității, structura socio-profesională, ocupații, regimul proprietății, date demografice. Documentul conține 74 de file. | Muzeul Banatului Montan, Reșița | Cimec    |
|      | Beitrag des Domainen Amtes Racasdia, Ethnigraphisch-topographische Beschreibung (Contribuții la descrierea etnografică-topografică a Oficiului Domeniului Răcășdia) Autor: Societatea germană anonimă pe acțiuni (STEG)               | Datare: 1859 Dimensiuni: L: 39 cm; La: 26 cm Material: hârtie                                 | Se prezintă detaliat o descriere a localității Răcășdia și a așezărilor din apropiere, din punct de vedere etnografic și topografic, dar și a obiceiurilor, tradițiilor, demografiei, istoriei, cadrului natural, constituind de fapt o veritabilă monografie. Documentul conține 166 de file. | Muzeul Banatului Montan, Reșița | Cimec    |
|      | Ethnigraphisch-topographische Beschreibung des Berg und Marktortes Orawitza (Descrierea etnografică-topografică a pieții din zona montană Oravița) Autor: Societatea germană anonimă pe acțiuni (STEG)                                | Datare: 1859 Dimensiuni: L: 33,5 cm; La: 22 cm Material: hârtie                               | Documentul prezintă detaliat istoria locurilor din Oravița, respectiv a muntelui și pieții din Oravița. Se includ informații despre așezarea localității, instituții și istoricul înființării lor, relief, monumente și vestigii istorice, comerț, locuitori, alimentația lor, floră și faună. Documentul conține 102 de file. | Muzeul Banatului Montan, Reșița | Cimec    |
|      | Beitrage zu einer ethnigraphisch topographischn beschreibung des serbisch-banater Landesgebietes (Contribuții la descrierea etnografică și topografică a ținutului Sârbo-Banatic) Autor: Societatea germană anonimă pe acțiuni (STEG) | Datare: 10.05.1860 Dimensiuni: L: 34 cm; La: 21,5 cm Material: hârtie                         | Documentul prezintă detaliat informații despre localitatea Steierdorf aflată pe teritoriul Voivodinei sârbești și a Banatului Timișan, cuprinzând secțiunea „Silvicultură”. Sunt relatate informații despre caracteristicile anotimpurilor, presiunea aerului, floră și faună. Documentul conține 21 de file. | Muzeul Banatului Montan, Reșița | Cimec    |
|      | Daten fur eine Ethnigraphisch-topographische Beschreibung des Serbisch-banater Landesgebiet (Date pentru la descrierea etnografico-topografică a ținutului Banatului) Autor: Weinberger, Rudolf                                       | Datare: 1859 Dimensiuni: L: 37 cm; La: 25 cm Material: hârtie                                 | Documentul prezintă detaliat cercetările medicului Weinberger de la Facultatea de medicină din Viena, aspra plantelor existente în regiunea Banatului, cu denumirile latinești și încadrarea în clase și grupe. Această secțiune dedicată plantelor face parte din seria cercetărilor etnografico-topografice efectuate în regiunea Banatului începând cu anul 1859. Documentul conține 74 de file. | Muzeul Banatului Montan, Reșița | Cimec    |
|      | Ethnigraphisch-topographisch beschreibung der Ort Mariaschnee (Descrierea etnografică și topografică a localității Știnăpari) Autor: Societatea germană anonimă pe acțiuni (STEG)                                                     | Datare: 1859 Dimensiuni: L: 34 cm; La: 22 cm Material: hârtie                                 | Descrierea cuprinde date despre localitățile Știnăpari, Cărbunari, Nera și Sasca Montană. Există astfel informații despre așezarea localității, vecinătăți, alimente și modul de preparare, îmbrăcăminte, precum și statistici despre structura etno-confesională. Documentul conține 56 de file. | Muzeul Banatului Montan, Reșița | Cimec    |
|      | Afiș de concert pe muzică de jazz Autor: Tipografia Felix Weiss | Datare: 03.11.1932 Dimensiuni: L: 48 cm; La: 32 cm Material: hârtie                           | Afișul invită publicul la concertul de jazz organizat de „Asociația de Muzică și Cântări din Oravița 1863” care va avea loc în localul „Grădinei de tir” din Oravița. Afișul este tipărit pe hârtie roșie și are lipit pe mijloc un timbru. | Muzeul Banatului Montan, Reșița | Cimec    |
|      | Afiș al matineului pentru copii Autor: Tipografia E. Desits | Datare: 26.11.1933 Dimensiuni: L: 55 cm; La: 48 cm Material: hârtie                           | Afișul invită publicul la matineului pentru copii organizat de Reuniunea de binefacere a femeilor din Oravița, având în program muzică și dans. Afișul este tipărit pe hârtie verde și are aplicate pe mijloc două timbre fiscale de 10 bani. | Muzeul Banatului Montan, Reșița | Cimec    |
|      | Invitație la balul de copii (Pierette) Autor: Tipografia Progresul | Datare: 19.02.1922 Dimensiuni: L: 31,3 cm; La: 23,7 cm Material: hârtie                       | Invitația se adresează publicului pentru balul de copii (Pierette) care va avea loc în sala hotelului „Coroana” din Oravița. Invitația este tipărită pe hârtie fină roz. | Muzeul Banatului Montan, Reșița | Cimec    |
|      | Afiș pentru serată muzicală Autor: Tipografia Felix Weiss | Datare: 08.08.1931 Dimensiuni: L: 47,5 cm; La: 31,4 cm Material: hârtie                       | Afișul invită publicul la serata muzicală „Grădinei de tir” din Oravița având în program muzică interpretată de orchestra „Reuniunii de Muzică și Cântări din Oravița 1863” și piese de pian. Afișul este tipărit pe hârtie fină galbenă și are aplicat în mijloc două timbre de 10 bani și 2 lei. | Muzeul Banatului Montan, Reșița | Cimec    |
|      | Afiș al operetei „Der Tanz ins Glück” Autor: Tipografia Iosif Kaden | Datare: 11.01.1930 Dimensiuni: L: 65 cm; La: 47,6 cm Material: hârtie                         | Asociația de Teatru, Casino și Cetire din Oravița invită publicul la opereta în trei acte „Der Tanz ins Glück” pentru constituirea unui fond de rnovare a clădirilor proprii. Afișul este tipărit pe hârtie fină verde și are lipit în mijloc două timbre fiscale de 10 bani. | Muzeul Banatului Montan, Reșița | Cimec    |
|      | Program de concert Autor: Tipografia E. Desits | Datare: 09.05.1936 Dimensiuni: L: 23,5 cm; La: 16 cm Material: hârtie                         | Programul conține piesele unui concert organizat de „Reuniunea de muzică și cânt Oravița” în Grădina de Tir. Piesele sunt din repertoriul compozitorilor: Smetana, Zollner, Schubert etc. Programul este tipărit pe hârtie fină portocalie. | Muzeul Banatului Montan, Reșița | Cimec    |
|      | Afiș pentru spectacolul de muzică și teatru Autor: Tipografia E. Desits | Datare: 17.04.1932 Dimensiuni: L: 32 cm; La: 24 cm Material: hârtie                           | Spectacolul de muzică și teatru este organizat de „Reuniunea Tinerimei romano-catolice din Oravița” și va avea loc în sala de festivități din clădirea Claustrului. Afișul este tipărit pe hârtie fină roz și are aplicat un timbru de 10 bani. | Muzeul Banatului Montan, Reșița | Cimec    |
|      | Invitație la programul de concert urmat de dans Autor: Tipografia Progresul | Datare: 07.03.1908 Dimensiuni: L: 29 cm; La: 23 cm Material: hârtie                           | Invitația este pentru programul de concert și dans organizat de „Reuniunea română de cântări și muzică” din Oravița montană, în sala hotelului „Coroana Ungariei”. În program muzică de ciprian Porumbescu și Gheorghe Dima. Invitația este tipărită pe hârtie groasă albă și are elemente decorative – o liră central sus. Pe verso este scrisă adresa destinatarului, două ștampile și un timbru poștal. | Muzeul Banatului Montan, Reșița | Cimec    |
|      | Invitație la o serată dansantă Autor: Tipografia E. Desits | Datare: 03.02.1934 Dimensiuni: L: 21 cm; La: 17 cm Material: hârtie                           | Invitația se referă la o serată dansantă organizată de Corpul Pompierilor voluntari din Oravița în saloanele hotelului „Coroana Ungariei”. Muzica este interpretată de Jazzbandul pompierilor voluntari din Reșița. Pe fila doi același text în limba germană. Invitația este tipărită pe hârtie groasă albă, cu caractere caligrafice. | Muzeul Banatului Montan, Reșița | Cimec    |
|      | Invitație la petrecerea și spectacolul de muzică corală Autor: Tipografia Poporul Român | Datare: 11.08.1906 Dimensiuni: L: 20,3 cm; La: 13,3 cm Material: hârtie                       | Invitația se adresează publicului pentru petrecerea în cadrul spectacolului de muzică corală din Grădina de Tir, organizat de studenții români pentru colectarea de fonduri în scopuri culturale. Pe a doua filă se află numerele celor din comitetul organizatoric. Invitația are pe margini un chenar de culoare galbenă cu motive geometrice. | Muzeul Banatului Montan, Reșița | Cimec    |
|      | Afiș pentru opereta „Das Pensionat” Autor: Tipografia Iosif Kaden | Datare: 23.08.1921 Dimensiuni: L: 31 cm; La: 47 cm Material: hârtie                           | Asociația de cetire și cântări din Oravița invită publicul la opereta în trei acte „Das Pensionat” care va avea loc în clădirea teatrului. Afișul este imprimat pe hârtie albastră. | Muzeul Banatului Montan, Reșița | Cimec    |
|      | Invitație la concert și spectacol de teatru Autor: Tipografia Progresul | Datare: 15.02.1913 Dimensiuni: L: 25 cm; La: 20 cm Material: hârtie                           | Invitația se adresează publicului pentru spectacolul de concert și piesa de teatru „Păcală argat” de N. Rădulescu. Este organizat de asociația „Concordia”, iar spectacolul va avea loc în sala „Coroana Ungariei” din Oravița. Invitația are pe margini un chenar dublu. | Muzeul Banatului Montan, Reșița | Cimec    |
|      | Afiș pentru reprezentația cu ocazia Crăciunului Autor: Tipografia Iosif Kaden | Datare: 1/2 sec. XX Dimensiuni: L: 63 cm; La: 46 cm Material: hârtie                          | Afișul invită publicul la spectacolul pentru copii cu ocazia Crăciunului în clădirea teatrului din Oravița. În program dansuri, colinde, piese de teatru. | Muzeul Banatului Montan, Reșița | Cimec    |
|      | Afiș cu ocazia jubileului înființării Reuniunii de muzică și cânt din Oravița montană Autor: Tipografia Felix Weiss | Datare: 16.11.1913 Dimensiuni: L: 84,5 cm; La: 58,5 cm Material: hârtie                       | Afișul invită publicul la spectacolul organizat cu ocazia jubileului de 50 de ani de la înființarea Reuniunii de muzică și cânt din Oravița montană. Afișul are pe margini și în mijloc un chenar cu motive geometrice. | Muzeul Banatului Montan, Reșița | Cimec    |
|      | Invitație la jubileul consacrat sfințirii steagurilor Autor: Tipografia Karl Wunder | Datare: 19.08.1898 Dimensiuni: L: 26 cm; La: 21 cm Material: hârtie                           | Invitația se referă la jubileul Asociației Anina cu ocazia sfințirii steagurilor. La eveniment urma să participe și directorul general Ferdinand v. Förster. În interior invitația conține programul aniversării. Invitația este tipărită pe hârtie velină, și are pe margini un chenar verde cu motive geometrice și florale precum și simbolurile lirei, secera și ciocanul. | Muzeul Banatului Montan, Reșița | Cimec    |
|      | Invitație la concert de orgă Autor: Tipografia Iosif Kaden | Datare: 09.07.1911 Dimensiuni: L: 23 cm; La: 15 cm Material: hârtie                           | Invitația se referă la concertul de orgă care va avea loc în biserica romano-catolică în beneficiul bisericii. Dirijor de cor Iaroslav Lang. Invitația are pe margini un chenar cu flori având ca motiv crinul stilizat. | Muzeul Banatului Montan, Reșița | Cimec    |
|      | Invitație la spectacolul de muzică clasică Autor: Tipografia Karl Wunder | Datare: 12.07.1898 Dimensiuni: L: 23 cm; La: 14,5 cm Material: hârtie                         | Invitația se referă la concertul organizat de Reuniunea de muzică și cântări din Oravița, în clădirea teatrului avându-i ca invitați pe Anny Rieszer și F. Fossati. Invitația are pe margini un chenar cu motive vegetale și geometrice la colțuri și pe mijloc. | Muzeul Banatului Montan, Reșița | Cimec    |
|      | Afiș pentru opereta „Panură de două feluri” Autor: Tipografia Iosif Kaden | Datare: 07.03.1920 Dimensiuni: L: 27 cm; La: 22 cm Material: hârtie                           | Afișul invită publicul la opereta „Panură de două feluri” în clădirea teatrului. Spectacolul este organizat de Reuniunea de muzică și cântări din Oravița. Afișul este tipărit pe hârtie violet. | Muzeul Banatului Montan, Reșița | Cimec    |
|      | Afiș pentru spectacolul „Într-o noapte de bal” Autor: Necunoscut | Datare: 03.01.1948 Dimensiuni: L: 84 cm; La: 60 cm Material: hârtie                           | Afișul se referă la spectacolul organizat de „Asociația de teatru și cazino”, cu prilejul jubileului de 130 de ani de la înființarea teatrului. În program opereta în premieră „Într-o noapte de bal” pe muzica lui Oskar Strauss. | Muzeul Banatului Montan, Reșița | Cimec    |
|      | Program pentru un spectacol de muzică și teatru Autor: Tipografia Iosif Kaden | Datare: 22.10.1932 Dimensiuni: L: 16,6 cm; La: 10,7 cm Material: hârtie                       | Asociația religioasă romano-catolică din Oravița invită publicul la un spectacol de muzică și teatru, având în program piese muzicale interpretate de Jungend-Orchester și Jungendverein. Documentul prezintă o însemnare în partea centrală sus, data de 22 octombrie 1932. | Muzeul Banatului Montan, Reșița | Cimec    |
|      | Afiș pentru serată muzicală Autor: Tipografia Felix Weiss | Datare: 08.08.1931 Dimensiuni: L: 47,5 cm; La: 31,5 cm Material: hârtie                       | Reuniunea de muzică și cântări 1863 din Oravița invită publicul la o serată muzicală în Grădina de Tir. Programul este executat de orchestra reuniunii. Afișul este tipărit pe hârtie portocalie cu două timbre fiscale aplicate. | Muzeul Banatului Montan, Reșița | Cimec    |
|      | Afiș pentru program de cabaret Autor: Tipografia Iosif Kaden | Datare: 21.02.1931 Dimensiuni: L: 47,5 cm; La: 31,5 cm Material: hârtie                       | Clubul fetelor romano-catolice din Oravița organizează spectacolul de cabaret având în program cântece, dansuri și comedia „În absența șefului”. Afișul prezintă câteva elemente decorative și un timbru fiscal pe mijloc. | Muzeul Banatului Montan, Reșița | Cimec    |
|      | Invitație la spectacolul organizat cu ocazia Sfântului Ilie Autor: Tipografia Progresul | Datare: 02.08.1910 Dimensiuni: L: 23,6 cm; La: 15 cm Material: hârtie                         | Reuniunea Concordia din Oravița invită publicul la spectacolul organizat cu ocazia Sfântului Ilie în grădina hotelului Coroana Ungariei. Documentul prezintă câteva elemente decorative la colțuri și pe margine reprezentând flori și frunze stilizate. | Muzeul Banatului Montan, Reșița | Cimec    |
|      | Invitație la spectacolul organizat de Reuniunea Concordia Autor: Tipografia Progresul | Datare: 15.02.1913 Dimensiuni: L: 25 cm; La: 20 cm Material: hârtie                           | Reuniunea greco-catolică Concordia invită publicul la spectacolul organizat de învățătorul Ioan Bogdan în sala Coroana Ungariei. Documentul prezintă pe margini un chenar dublu. | Muzeul Banatului Montan, Reșița | Cimec    |
|      | Programul spectacolului de muzică și teatru Autor: Tipografia Felix Weiss | Datare: 21.03.1932 Dimensiuni: L: 15,5 cm; La: 11,6 cm Material: hârtie                       | Reuniunea tinerilor romano-catolici din Oravița invită publicul la spectacol duminică la ora 4, în program muzică și teatru. | Muzeul Banatului Montan, Reșița | Cimec    |
|      | Programul de concert Autor: Tipografia Felix Weiss | Datare: 10.03.1912 Dimensiuni: L: 21 cm; La: 17 cm Material: hârtie                           | Programul ilustrează piesele de operă care vor fi cântate de solista Irene Heller sub conducerea dirijorului Karl Kanz și Otto Novacovits în sala teatrului din Oravița. Documentul este tipărit pe hârtie velină și are ca motive decorative o liră și chenar pe jumătate din pagină. | Muzeul Banatului Montan, Reșița | Cimec    |
|      | Programul de muzică și teatru la Anina Autor: Hollschutz Stajerlak | Datare: 20.04.1908 Dimensiuni: L: 33,8 cm; La: 20 cm Material: hârtie                         | Programul prezintă piesele de teatru și muzica ce se vor prezenta la Casinoul din Anina de către asociația diletanților. Documentul este tipărit pe hârtie velină roz. | Muzeul Banatului Montan, Reșița | Cimec    |
|      | Afiș de concert și teatru la Oravița Autor: Tipografia Karl Wunder | Datare: 02.03.1902 Dimensiuni: L: 47,5 cm; La: 31 cm Material: hârtie                         | Afișul invită publicul la concert și o piesă de teatru la Oravița, în program piese de Verdi, Liszt, Meldelson. Documentul este tipărit pe hârtie de culoare verde. | Muzeul Banatului Montan, Reșița | Cimec    |
|      | Afiș pentru serata de la Casino Autor: Tipografia Iosef Kaden | Datare: 11.03.1920 Dimensiuni: L: 62,5 cm; La: 47,5 cm Material: hârtie                       | Reuniunea de binefacere a femeilor din Oravița organizează „Serata veselă” având în program muzică clasică, dans și poezie. Documentul este tipărit pe hârtie fină albastru marin și are aplicate două timbre fiscale. | Muzeul Banatului Montan, Reșița | Cimec    |
|      | Invitație la serata de Revelion Autor: Tipografia E. Desits | Datare: 31.12.1936 Dimensiuni: L: 47,5 cm; La: 32 cm Material: hârtie                         | Reuniunea de Muzică și Cântări 1863 din Oravița invită publicul la serata de Revelion având în program muzică, scenete și dans. Documentul are aplicate două timbre fiscale. | Muzeul Banatului Montan, Reșița | Cimec    |
|      | Afiș de concert cu dans Autor: Tipografia E. Desits | Dimensiuni: L: 47,8 cm; La: 32 cm Material: hârtie                                            | Asociația de Muzică și Cânt 1863 invită publicul la un concert cu dans în Grădina de Tir. Documentul este tipărit pe hârtie roz și are aplicat un timbru fiscal de 10 bani. | Muzeul Banatului Montan, Reșița | Cimec    |
|      | Afiș al operetei „Das Pensionat” de Franz Suppe Autor: Tipografia Iosef Kaden | Datare: 23.09.1922 Dimensiuni: L: 46 cm; La: 31 cm Material: hârtie                           | Reuniunea de Muzică și Cântări 1863 din Oravița invită publicul la vizionarea operetei „Das Pensionat” de Franz Suppe, în clădirea teatrului. Afișul este tipărit pe hârtie albastră. | Muzeul Banatului Montan, Reșița | Cimec    |
|      | Afiș al reprezentației cu trei piese de teatru Autor: Tipografia Iosef Kaden | Datare: 05.05.1928 Dimensiuni: L: 47,7 cm; La: 31 cm Material: hârtie                         | Teatrul German din România invită publicul la un spectacol cu trei piese la sala teatrului din Oravița. Documentul este tipărit pe hârtie verde și are aplicat un timbru fiscal. | Muzeul Banatului Montan, Reșița | Cimec    |
|      | Afiș al operetei în trei acte „Hoheit Tanz Waltzer” Autor: Tipografia Iosef Kaden | Datare: 21.11.1923 Dimensiuni: L: 63 cm; La: 47 cm Material: hârtie                           | Reuniunea de Muzică și Cântări din Oravița invită publicul la vizionarea operetei în trei acte „Hoheit Tanz Waltzer” în clădirea teatrului din Oravița. Documentul este tipărit pe hârtie de culoare roz. | Muzeul Banatului Montan, Reșița | Cimec    |
|      | Afiș al spectacolului de Paști Autor: Tipografia Karl Wunder | Datare: 19.04.1897 Dimensiuni: L: 48 cm; La: 31 cm Material: hârtie                           | Asociația teatrului de amatori invită publicul la reprezentația de teatru și comedie cu ocazia zilei de Paști. Documentul este tipărit pe hârtie fină de culoare galbenă și are aplicat un timbru fiscal. | Muzeul Banatului Montan, Reșița | Cimec    |
|      | Afiș al spectacolului organizat de Reuniunea de Muzică și Cântări Autor: Tipografia Felix Weiss | Datare: 05.08.1906 Dimensiuni: L: 42 cm; La: 29 cm Material: hârtie                           | Reuniunea de Muzică și Cântări din Oravița invită publicul la un spectacol de muzică, dans și comedie cu ocazia sărbătorilor sub îndrumarea vicepreședintei Anna Galathea. Documentul este publicat pe hârtie fină de culoare galbenă și are ca simbol central o liră. | Muzeul Banatului Montan, Reșița | Cimec    |
|      | Afiș de operetă și concert Autor: Tipografia Iosef Kaden | Datare: 13.05.1922 Dimensiuni: L: 42 cm; La: 29 cm Material: hârtie                           | Reuniunea de Muzică și Cântări din Oravița invită publicul la spectacolul de operetă și concert „Flotte Bursche”, în clădirea teatrului. Documentul prezintă în dreapta o ștampilă. | Muzeul Banatului Montan, Reșița | Cimec    |
|      | Afiș al operetei „Liebfrauenmilch” Autor: Tipografia Karoly | Datare: 08.07.1906 Dimensiuni: L: 42,5 cm; La: 29,8 cm Material: hârtie                       | Reuniunea de Muzică și Cântări din Oravița invită publicul la vizionarea operetei „Liebfrauenmilch” în clădirea teatrului. Documentul este imprimat pe hârtie roz. | Muzeul Banatului Montan, Reșița | Cimec    |
|      | Afiș de concert și teatru Autor: Tipografia Karoly | Datare: 08.07.1906 Dimensiuni: L: 47,5 cm; La: 31 cm Material: hârtie                         | Reuniunea de Muzică și Cântări din Oravița invită publicul la un concert și o piesă de teatru în sala teatrului din Oravița. Documentul este tipărit pe hârtie fină roz și are o liră în partea centrală sus. | Muzeul Banatului Montan, Reșița | Cimec    |
|      | Afiș pentru opereta „Alt-Wien” Autor: Tipografia Felix Weiss | Datare: 12.05.1913 Dimensiuni: L: 47 cm; La: 31 cm Material: hârtie                           | Reuniunea de Muzică și Cântări din Oravița invită publicul la opereta „Alt-Wien” în trei acte de Gustav Kadelburg, în clădirea teatrului din Oravița. Documentul este tipărit pe hârtie fină albastră și are ca element decorativ o liră în partea de sus. | Muzeul Banatului Montan, Reșița | Cimec    |
|      | Afiș al concertului de binefacere Autor: Tipografia Karoly Wunder | Datare: 16.11.1906 Dimensiuni: L: 48 cm; La: 31 cm Material: hârtie                           | Afișul invită publicul la concertul de binefacere pentru Casinoul din Oravița, în program piese de Wagner, Loewe, Listz. Documentul este tipărit pe hârtie gălbui. | Muzeul Banatului Montan, Reșița | Cimec    |
|      | Afiș pentru o serată dansantă Autor: Tipografia Felix Weiss | Datare: 29.07.1933 Dimensiuni: L: 48 cm; La: 31,5 cm Material: hârtie                         | Partidul Maghiar din România invită publicul la o serată dansantă în Grădina de Tir pentru colectarea de venituri necesare fondului cultural. Documentul este tipărit pe hârtie portocalie și are aplicat un timbru fiscal. | Muzeul Banatului Montan, Reșița | Cimec    |
|      | Afiș pentru concert și o piesă de teatru Autor: Tipografia Karoly Wunder | Datare: 08.07.1906 Dimensiuni: L: 47,5 cm; La: 31,5 cm Material: hârtie                       | Reuniunea de Muzică și Cântări din Oravița invită publicul la concert având în program muzică de Wagner, Loewe urmat de piesa de teatru „Dramatisches Blumenmarchen”. Documentul este tipărit pe hârtie fină verde cu o liră în partea de sus. | Muzeul Banatului Montan, Reșița | Cimec    |
|      | Afiș pentru un spectacol cu două piese de teatru Autor: Tipografia Iosef Kaden | Datare: 04.06.1922 Dimensiuni: L: 63,5 cm; La: 47 cm Material: hârtie                         | Reuniunea Teatrului Cazinoului și Reuniunea de Muzică și Cântări din Oravița organizează un spectacol de teatru cu piesele „Papa hat’s erlaubt” și „Fircht von der Schiegermutter”, iar în pauză cântă orchestra reuniunii. Afișul este tipărit pe hârtie fină de culoare galbenă. | Muzeul Banatului Montan, Reșița | Cimec    |
|      | Programul al concertului de muzică Autor: Necunoscut | Datare: 05.12.1897 Dimensiuni: L: 26 cm; La: 21 cm Material: hârtie                           | Programul conține piesele muzicale care se vor cânta în Grădina Stoianovici. Din repertoriu fac parte: valsuri, polca franceză etc. Documentul are pe margini un chenar stilizat, iar pe verso adresa destinatarului și un timbru poștal aplicat. | Muzeul Banatului Montan, Reșița | Cimec    |
|      | Invitație la spectacol de muzică și teatru Autor: Tipografia Adolf Weiss | Datare: 22.02.1898 Dimensiuni: L: 23,5 cm; La: 15 cm Material: hârtie                         | Invitația este adresată publicului de Reuniunea de Muzică, pentru spectacolul de teatru și muzică ce va avea loc la hotelul Klemens din Reșița. Pe fila 2 se află programul spectacolului. Documentul are pe margini un chenar cu motive decorative la colțuri și în mijloc o liră. | Muzeul Banatului Montan, Reșița | Cimec    |
|      | Invitație la spectacol de muzică și teatru Autor: Tipografia E. Desits | Datare: 29.06.1932 Dimensiuni: L: 23,5 cm; La: 15,5 cm Material: hârtie                       | Invitația este adresată publicului de către Reuniunea tinerilor romano-catolici din Oravița care organizează o după amiază culturală având în program teatru și muzică. Documentul este imprimat pe hârtie galbenă. | Muzeul Banatului Montan, Reșița | Cimec    |
|      | Anunț privind carnavalul care va avea loc duminică Autor: Tipografia Felix Weiss | Datare: 02.03.1919 Dimensiuni: L: 21 cm; La: 17 cm Material: hârtie                           | Reuniunea de Muzică și Cântări din Oravița invită publicul la carnaval duminica după amiază. Documentul este imprimat pe hârtie ciclam. | Muzeul Banatului Montan, Reșița | Cimec    |
|      | Program al spectacolului organizat de Reuniunea de Muzică și Cântări din Oravița Autor: Tipografia E. Desits | Datare: 2/2 sec. XIX Dimensiuni: L: 23 cm; La: 14,3 cm Material: hârtie                       | Programul conține piesele de teatru și muzică ce constituie spectacolul organizat de Reuniunea de Muzică și Cântări din Oravița. Documentul are pe margini un chenar ornamental și o liră sus în mijloc. | Muzeul Banatului Montan, Reșița | Cimec    |
|      | Invitație la petrecerea dansantă Autor: Tipografia Karl Wunder | Datare: 29.01.1898 Dimensiuni: L: 22 cm; La: 16 cm Material: hârtie                           | Membrii asociației vânătorilor din Oravița invită publicul la petrecerea cu muzică și dans în sala hotelului „Coroana Ungariei”. Documentul este imprimat pe carton lucios și are în stânga un desen reprezentând simboluri vânătorești. | Muzeul Banatului Montan, Reșița | Cimec    |
|      | Invitație la „Serata veselă” Autor: Tipografia Felix Weiss | Datare: 09.02.1929 Dimensiuni: L: 20,5 cm; La: 14 cm Material: hârtie                         | Asociația de Muzică și Cântări 1863 din Oravița invită publicul la o serată veselă în sala hotelului „Coroana Ungariei”. Documentul este imprimat pe hârtie groasă având un chenar decorativ cu elemente muzicale de culoare neagră, albastră și roșie, iar pe ultima filă o însemnare „Marie Seemayer” cu cerneală. | Muzeul Banatului Montan, Reșița | Cimec    |
|      | Afiș al concertului organizat de Reuniunea de Muzică Autor: Tipografia Josef Kehrer | Datare: 08.12.1899 Dimensiuni: L: 30,2 cm; La: 23,3 cm Material: hârtie                       | Reuniunea de Muzică din Oravița invită publicul la concert, în program muzică de Brahms, Grieg etc. Documentul are pe margini un chenar cu ornamente la colțuri și în partea de sus o liră. | Muzeul Banatului Montan, Reșița | Cimec    |
|      | Program al Seratei vesele Autor: Tipografia Karl Wunder | Datare: 19.02.1898 Dimensiuni: L: 25 cm; La: 20 cm Material: hârtie                           | Reuniunea de Muzică din Oravița invită publicul la o serată veselă ce se va desfășura în sala hotelului „Coroana Ungariei”. Documentul are pe margini un chenar cu motive decorative la colțuri, o liră și un înger. | Muzeul Banatului Montan, Reșița | Cimec    |
|      | Afiș de concert Autor: Tipografia Karl Wunder | Datare: 14.06.1903 Dimensiuni: L: 38 cm; La: 30,4 cm Material: hârtie                         | Reuniunea de Muzică din Oravița invită publicul la un concert de sărbătoare având în program muzică de Schubert, Chopin, Scumann etc. | Muzeul Banatului Montan, Reșița | Cimec    |
|      | Invitație la o seară de dans Autor: Tipografia E. Desits | Datare: 02.02.1929 Dimensiuni: L: 38 cm; La: 30,4 cm Material: hârtie                         | Invitația este adresată publicului de Asociația șvabilor pentru o seară de dans german. Documentul are pe margini un chenar îngust. | Muzeul Banatului Montan, Reșița | Cimec    |
|      | Afiș cu programul pentru „Sommerfest” Autor: Tipografia I. Kehrer | Datare: 03.07.1898 Dimensiuni: L: 29 cm; La: 21 cm Material: hârtie                           | Reuniunea de Muzică din Oravița invită atât adulții cât și copii la „Sommerfest” în grădina publică având în program muzică și dans. Documentul are pe margini un chenar cu motive decorative și în mijloc o liră. | Muzeul Banatului Montan, Reșița | Cimec    |
|      | Invitație la un concert de orgă Autor: Tipografia Iosef Kaden | Datare: 09.07.1911 Dimensiuni: L: 23,2 cm; La: 15 cm Material: hârtie                         | Invitația se referă la concertul de orgă în Biserica romano-catolică din Oravița având ca dirijor pe Iaroslav Lang. În program piese de Schubert, Wagner, Bruch etc. Documentul are pe margini un chenar cu motive florale stilizate. | Muzeul Banatului Montan, Reșița | Cimec    |
|      | Invitație la un program de muzică și dans Autor: Tipografia I. Kehrer | Datare: 07.07.1901 Dimensiuni: L: 30 cm; La: 25,5 cm Material: hârtie                         | Reuniunea de Muzică din Oravița invită publicul la un spectacol de muzică și dans în grădina coroanei. Documentul are pe margini un chenar cu motive decorative și central sus o liră. | Muzeul Banatului Montan, Reșița | Cimec    |
|      | Afiș al spectacolului de operetă „Lieberfrauenmilch” Autor: Tipografia I. Kehrer | Datare: 13.08.1899 Dimensiuni: L: 42,5 cm; La: 30,5 cm Material: hârtie                       | Reuniunea de Muzică din Oravița invită publicul la un spectacol de operetă „Lieberfrauenmilch” în Steierdorfer Sommerfrische. Documentul este tipărit pe hârtie verzui și are un timbru poștal aplicat în mijloc de doi fileri. | Muzeul Banatului Montan, Reșița | Cimec    |
|      | Afiș pentru seara de Revelion Autor: Necunoscut | Datare: 31.12.1908 Dimensiuni: L: 44 cm; La: 30,7 cm Material: hârtie                         | Reuniunea de Muzică din Oravița invită publicul la spectacol în seara de Revelion, având în program de muzică și dans. Documentul este tipărit pe hârtie verde. | Muzeul Banatului Montan, Reșița | Cimec    |
|      | Afiș al spectacolului muzical-teatral al operei din Viena Autor: Tipografia Curții de la Viena | Datare: 16.05.1895 Dimensiuni: L: 29,4 cm; La: 23,5 cm Material: hârtie                       | Afișul invită publicul la spectacolul de balet și teatru al operei din Viena. Documentul are pe margini un chenar cu motive decorative geometrice. | Muzeul Banatului Montan, Reșița | Cimec    |
|      | Afiș al operetei „Der Bey von Monaco” Autor: Tipografia Iosef Kaden | Datare: 08.06.1919 Dimensiuni: L: 41,8 cm; La: 26,7 cm Material: hârtie                       | Afișul invită publicul la vizionarea operetei „Der Bey von Monaco” și a unor piese de muzică clasică. Documentul este tipărit pe hârtie fină de culoare gălbui, având în centru sus simbolul lirei. | Muzeul Banatului Montan, Reșița | Cimec    |
|      | Afiș pentru spectacolul artiștilor internaționali Autor: Tipografia A. Reiser | Datare: 2/2 sec. XIX Dimensiuni: L: 65 cm; La: 41,5 cm Material: hârtie filigran              | Establissement Ronacher din Viena invită publicul la spectacolul artiștilor internaționali având în program de balet și muzică. Documentul este tipărit pe hârtie fină filigran având pe margini un chenar colorat cu figuri de japonezi. | Muzeul Banatului Montan, Reșița | Cimec    |
|      | Program al festivității de hirotonisire a steagurilor Autor: Tipografia Karl Wunder | Datare: 10.09.1893 Dimensiuni: L: 36 cm; La: 21 cm Material: hârtie filigran                  | Program prezintă activitățile ce se vor desfășura cu ocazia hirotonisirii a steagurilor de către Biserica romano-catolică din Oravița. Documentul are pe margini un chenar cu motive stilizate. | Muzeul Banatului Montan, Reșița | Cimec    |
|      | Afiș cu programul pentru carnaval Autor: Tipografia Karl Traunfellner | Datare: 21.02.1887 Dimensiuni: L: 41 cm; La: 18 cm Material: hârtie pânzată                   | Afișul invită publicul la spectacolul ce se va desfășura în sala hotelului „Regele Ungariei” sub îndrumarea Reuniunii de Muzică și Cântări din Lugoj. | Muzeul Banatului Montan, Reșița | Cimec    |
|      | Invitație la petrecere dansantă Autor: Tipografia Karl Traunfellner | Datare: 02.02.1908 Dimensiuni: L: 23,5 cm; La: 15 cm Material: hârtie                         | Invitația este pentru petrecerea dansantă organizată de societatea „Tinerimea Română” din Lugoj ce va avea loc în pavilionul hotelului Concordia. Documentul este tipărit pe hârtie groasă velină și are câteva ornamente pe prima filă, iar pe ultima adresa destinatarului și două timbre poștale aplicate. | Muzeul Banatului Montan, Reșița | Cimec    |
|      | Program al operei în cinci acte „Ebrea” de Eugenio Scribe Autor: Tipografia Unirea | Datare: 1926 Dimensiuni: L: 21 cm; La: 17 cm Material: hârtie                                 | Programul este al operei în cinci acte „Ebrea” de Eugenio Scribe și prezintă pe scurt conținutul fiecărui act și distribuția. Piesa este jucată de opera din Cluj. Documentul are pe prima filă un chenar, un medalion și simbolul lirei. | Muzeul Banatului Montan, Reșița | Cimec    |
|      | Afiș pentru concertul dirijat de Octavian Itu Autor: Necunoscut | Datare: 05.01.1947 Dimensiuni: L: 49,5 cm; La: 34,5 cm Material: hârtie                       | Asociația de Teatru și Cazino din Oravița invită publicul la concert având în program piese de Porumbescu, Suppe etc. Documentul este tipărit pe hârtie gălbuie și are un medalion reprezentând o liră. | Muzeul Banatului Montan, Reșița | Cimec    |
|      | Invitație la concert Autor: Tipografia Felix Weiss | Datare: 30.04.1911 Dimensiuni: L: 23 cm; La: 15 cm Material: hârtie                           | Invitația se referă la concertul de muzică clasică și corală avându-l ca dirijor pe Iaroslav Lang. În program piese de Bach, Beethoven, Saint-Saens. Documentul este tipărit pe hârtie fină cu caractere caligrafice, pe fila a doua este programul concertului. | Muzeul Banatului Montan, Reșița | Cimec    |
|      | Invitație la serbările jubileului din Ticvaniul Mare Autor: Tipografia Progresul | Datare: 25.08.1907 Dimensiuni: L: 21 cm; La: 17 cm Material: hârtie                           | Invitația se referă la serbările prilejuite de împlinirea a 25 de ani de la înființarea Reuniunii de Muzică și Cântări din Oravița. În program figurează acordarea de distincții, muzică corală și jocuri populare. Documentul prezintă pe margini un chenar cu linie dublă și câteva elemente decorative. | Muzeul Banatului Montan, Reșița | Cimec    |
|      | Afiș al operetei „Gésák” (Gheișa) Autor: Tipografia Karl Wunder | Datare: 13.10.1899 Dimensiuni: L: 23,4 cm; La: 15,5 cm Material: hârtie                       | Afișul invită publicul la opereta în trei acte „Gésák” sau istoria unei case de ceai japoneze, pusă în scenă de Teatrul Național din Oravița. Documentul are pe margini elemente decorative color cu imagini înfățișând personaje satirizate cu cap de lup. | Muzeul Banatului Montan, Reșița | Cimec    |
|      | Program pentru o serată relaxantă Autor: Tipografia Josef Kehrer | Datare: 15.02.1896 Dimensiuni: L: 29,5 cm; La: 23 cm Material: hârtie                         | Organizatorul seratei este Reuniunea de Muzică și Cântări din Oravița, programul artistic de seară cuprinde muzică, scenete vesele și dans și se va avea desfășura în hotelul „Coroana Ungariei”. Documentul este tipărit pe hârtie gălbui și prezintă pe margini un chenar dublu cu elemente decorative. | Muzeul Banatului Montan, Reșița | Cimec    |
|      | Program de concert Autor: Tipografia Felix Weiss | Datare: 10.03.1912 Dimensiuni: L: 20,5 cm; La: 17 cm Material: hârtie                         | Programul concertului cuprinde piese de muzică clasică (Schubert, Schopin, Schumann etc.) ce se vor interpreta la teatrul din Oravița având ca solistă pe Irene Heller și dirijor pe Jaroslav Lang. Documentul are pe margini un chenar cu motive florale, iar sus o liră. | Muzeul Banatului Montan, Reșița | Cimec    |
|      | Program al concertului organizat de Cercul Academic Bănățean Autor: Necunoscut | Datare: 27.08.1927 Dimensiuni: L: 17 cm; La: 11 cm Material: hârtie                           | Programul cuprinde piesele ce vor fi interpretate la concertul organizat de Cercul Academic Bănățean cu participarea lui Ladislau Merza și Iaroslav Lang. Documentul este imprimat pe carton alb având în colțul din dreapta imprimat în relief un trandafir roz cu frunze verzi. | Muzeul Banatului Montan, Reșița | Cimec    |
|      | Invitație la concert și teatru Autor: Necunoscut | Datare: 14.06.1890 Dimensiuni: L: 21,5 cm; La: 14,5 cm Material: hârtie                       | Invitația se referă la o reprezentație organizată de tinerii români având în program concert și teatru. Reprezentația va avea loc la berăria din Ciclova Montană. Documentul este tipărit pe hârtie gălbui cu cerneală roșie, având pe margini un chenar ornamental și o liră la mijloc. | Muzeul Banatului Montan, Reșița | Cimec    |
|      | Invitație la concertul diletanților Autor: Tipografia Sudungara | Datare: 10.02.1891 Dimensiuni: L: 21 cm; La: 6 cm Material: hârtie                            | Invitația se referă la un concert cu amatori (diletanți), de muzică corală urmat de dans la hotelul „Principele Rudolf”. Concertul a avut ca scop colectarea de ajutoare pentru școlile românești din Timișoara. Documentul este tipărit pe hârtie fină și cuprinde mai multe tipuri de scriere. | Muzeul Banatului Montan, Reșița | Cimec    |
|      | Afiș al festivalului de vară Autor: Tipografia Felix Weiss | Datare: 13.08.1905 Dimensiuni: L: 40,5 cm; La: 30 cm Material: hârtie                         | Afișul invită publicul la festivalul de vară care va avea loc în grădina publică din Oravița fiind organizat de Anna Galatea Zeh, pentru ajutorarea bolnavilor săraci. În program figurează piese de teatru urmate de dansuri și jocuri pentru tineri. Documentul este tipărit pe hârtie fină de culoare crem. | Muzeul Banatului Montan, Reșița | Cimec    |
|      | Invitație la concert și teatru Autor: Tipografia Josef Kehrer | Datare: 11.02.1893 Dimensiuni: L: 21 cm; La: 17 cm Material: hârtie                           | Invitația se referă la un spectacol de muzică și teatru organizat de corul greco-catolic din Oravița destinat ajutorării școlii greco-catolice din Oravița. În program muzică corală, piesa de teatru „Baba Hârca” de M. Millo și dans. Documentul este tipărit pe hârtie fină și are pe margini un chenar ornamental. | Muzeul Banatului Montan, Reșița | Cimec    |
|      | Invitație la balul pentru ajutorarea corului bisericii ortodoxe Autor: Tipografia Josef Kehrer | Datare: 01.01.1891 Dimensiuni: L: 22,5 cm; La: 14,5 cm Material: hârtie                       | Invitația se referă la balul organizat la hotelul „Împăratul Austriei” pentru colectarea de fonduri necesare ajutorării corului bisericii ortodoxe din Oravița. Documentul prezintă pe margini un chenar simplu cu elemente decorative. | Muzeul Banatului Montan, Reșița | Cimec    |
|      | Invitație la concertul din Bocșa-Montană Autor: Tipografia Hungaria | Datare: 19.08.1890 Dimensiuni: L: 17,7 cm; La: 11,5 cm Material: hârtie                       | Invitația este pentru concertul organizat în localitatea Bocșa-Montană, având în program muzică de C. Porumbescu, I. Vidu etc. Documentul are pe ultima filă o ștampilă și un timbru poștal aplicat, de asemenea o mențiune manuscrisă: „Mult onoratului Domn Georgiu popoviciu protopop greco-catolic în Oravicza”. | Muzeul Banatului Montan, Reșița | Cimec    |
|      | Invitație la spectacol de muzică și teatru Autor: Tipografia Josef Kehrer | Datare: 02.08.1900 Dimensiuni: L: 23 cm; La: 14,5 cm Material: hârtie                         | Invitația se adresează publicului pentru spectacolul de muzică și teatru organizat de Reuniunea greco-catolică „Concordia” din Oravița Română, sub conducerea învățătorului Ioan Bogdan pentru colectarea de fonduri. Spectacolul se va desfășura în grădina hotelului „Împăratul Austriei”, având în program muzică și piesele de teatru „Furiile tinereții” și „Pictorul fără voie”. Documentul prezintă pe margini un chenar dublu cu motive ornamentale.                                                                                      | Muzeul Banatului Montan, Reșița | Cimec    |
|      | Invitație la spectacolul din Oravița Română Autor: Tipografia Progresul | Datare: 07.08.1909 Dimensiuni: L: 23 cm; La: 15 cm Material: hârtie                           | Invitația se referă la spectacolul organizat de Reuniunea greco-catolică de cântări din Oravița Română sub conducerea învățătorului Ioan Bogdan, ce va avea loc în sala lui Iosif Nedici, având în program muzică corală și piesa de teatru „Paracliserul” de Vasile Alecsandri. Documentul prezintă pe margini un chenar dublu cu câteva ornamente florale. | Muzeul Banatului Montan, Reșița | Cimec    |
|      | Invitație la spectacolul organizat de Reuniunea „Concordia” Autor: Tipografia Josef Kehrer | Datare: 14.02.1900 Dimensiuni: L: 21,5 cm; La: 15 cm Material: hârtie                         | Invitația este pentru spectacolul organizat de Reuniunea de cântări greco-catolică din Oravița condusă de învățătorului Ioan Bogdan. În program figurează muzică corală și comedia „Culai Făt-Frumos” de N.A. Bogdan. Documentul prezintă pe margini un chenar dublu cu motive ornamentale florale. | Muzeul Banatului Montan, Reșița | Cimec    |
|      | Anunț privind reluarea piesei de teatru „Fata cu talent” Autor: Tipografia Josef Kehrer | Datare: 09.01.1921 Dimensiuni: L: 31,5 cm; La: 22,5 cm Material: hârtie                       | Anunțul informează publicul cu privire la reluarea pentru a treia oară a piesei de teatru „Fata cu talent”. Spectacolul a fost organizat de Reuniunea de muzică și cântări din Oravița. | Muzeul Banatului Montan, Reșița | Cimec    |
|      | Invitație la spectacolul organizat de Reuniunea „Concordia” Autor: Tipografia Progresul | Datare: 15.02.1913 Dimensiuni: L: 25,3 cm; La: 20 cm Material: hârtie                         | Invitația este pentru spectacolul organizat de Reuniunea „Concordia” din Oravița Română în sala hotelului „Coroana Ungariei”, sub conducerea de învățătorului Ioan Bogdan. În program figurează muzică corală și două piese de teatru: „Păcală argat” și „Capriciul unui tată”. Documentul prezintă pe margini un chenar dublu. | Muzeul Banatului Montan, Reșița | Cimec    |
|      | Invitație la concert și teatru Autor: Tipografia Josef Kehrer | Datare: 08.09.1894 Dimensiuni: L: 23,4 cm; La: 15 cm Material: hârtie                         | Invitația este pentru spectacolul de muzică și teatru organizat de tinerii plugari din Greoni (Greovatiu), în clădirea școlii greco-ortodoxe. În program sunt piese corale și teatru „Petra din casă” de Vasile Alecsandri. Documentul prezintă pe margini un chenar dublu și ornamente florale la colțuri. | Muzeul Banatului Montan, Reșița | Cimec    |
|      | Invitație la serbările prilejuite de sfințirea steagurilor Autor: Tipografia Felix Weiss | Datare: 11.08.1907 Dimensiuni: L: 30 cm; La: 14,7 cm Material: hârtie                         | Invitația este pentru serbările organizate de Reuniunea de cântări din Oravița Română cu ocazia sfințirii steagurilor. Festivitățile s-au desfășurat cu concursul mai multor reuniuni și coruri, care au susținut un concert festiv urmat de dans. Documentul prezintă pe margini un chenar cu diferite ornamente, jos florale iar în centru o liră. | Muzeul Banatului Montan, Reșița | Cimec    |
|      | Afiș pentru concert și teatru Autor: Tipografia Librăria Românească | Datare: 06.01.1939 Dimensiuni: L: 47,6 cm; La: 31,7 cm Material: hârtie                       | Asociația culturală sportivă CFR filiala Oravița organizează un spectacol la Măidan având în program muzică corală și piesa de teatru „Putea să fie și mai rău” de Velcelean Mihai. Documentul este tipărit pe hârtie de culoare roz și are la mijloc aplicate două timbre poștale de câte 10 bani. | Muzeul Banatului Montan, Reșița | Cimec    |
|      | Afiș pentru serata veselă Autor: Tipografia Iosef Kaden | Datare: 1/2 sec. XX Dimensiuni: L: 63 cm; La: 47,6 cm Material: hârtie                        | Reuniunea de binefacere a femeilor din Oravița invită publicul la o serată veselă având în program muzică clasică și dansuri. Documentul este imprimat pe hârtie de culoare albastră. | Muzeul Banatului Montan, Reșița | Cimec    |
|      | Afiș cu program pentru șezătoare Autor: Tipografia Progresul | Datare: 16.03.1924 Dimensiuni: L: 47,2 cm; La: 31 cm Material: hârtie                         | Liceul General Dragalina și Regimentul 5 Vânători invită publicul la șezătoare având în program muzică militară, balade, valsuri etc. Documentul este imprimat pe hârtie de culoare vernil. | Muzeul Banatului Montan, Reșița | Cimec    |
|      | Program de cântece al Clubului de cântări și muzică Oravița Autor: Clubului de cântări și muzică Oravița | Datare: 05.07.1879 Dimensiuni: L: 25 cm; La: 17 cm; 2 F; R, V Material: hârtie                | Programul Clubului de cântări și muzică Oravița conține textele a opt cântece reprezentând repertoriul anului 1879. | Muzeul Banatului Montan, Reșița | Cimec    |
|      | Program de cântece al Clubului de Muzică din Reșița Autor: Clubul de Muzică din Reșița | Datare: 02.07.1881 Dimensiuni: L: 23 cm; La: 14,5 cm; 2 F; R, V Material: hârtie              | Programul de cântece al Clubului de Muzică din Oravița include în repertoriu cântece românești, ungurești și germane. | Muzeul Banatului Montan, Reșița | Cimec    |
|      | Program de cântece al Clubului de Muzică din Reșița pentru ziua de 26 decembrie 1888 Autor: Clubul de Muzică din Reșița | Datare: 26.12.1888 Dimensiuni: L: 24 cm; La: 24 cm; 2 F; R, V Material: hârtie                | Clubul de Muzică din Reșița invită publicul la un program de muzică pentru ziua de 26 decembrie 1888. În program figurează piesele ce se vor interpreta: Schamann, Esser, Wieniafsky. | Muzeul Banatului Montan, Reșița | Cimec    |
|      | Program de muzică al Clubului de Muzică din Reșița pentru ziua de 27 februarie 1881 Autor: Clubul de Muzică din Reșița | Datare: 26.12.1888 Dimensiuni: L: 24 cm; La: 17 cm; 2 F; R, V Material: hârtie                | Clubul de Muzică din Reșița invită publicul la un program de muzică pentru ziua de 27 decembrie 1881. | Muzeul Banatului Montan, Reșița | Cimec    |
|      | Program de muzică de sărbătoare al Clubului de Muzică din Reșița Autor: Clubul de Muzică din Reșița | Datare: 10.05.1881 Dimensiuni: L: 21 cm; La: 14,5 cm; 2 F; R, V Material: hârtie              | Clubul de Muzică din Reșița organizează un concert cu ocazia căsătoriei prințului Rudolf cu prințesa Stefania. | Muzeul Banatului Montan, Reșița | Cimec    |
|      | Program de cântece al Clubului de Muzică din Reșița Autor: Clubul de Muzică din Reșița | Datare: 04.11.1876 Dimensiuni: L: 29 cm; La: 22,5 cm; 1 F; R, V Material: hârtie              | Clubul de Muzică din Reșița invită publicul sâmbătă la un spectacol din al cărui program fac parte diferite cântece și romanțe. | Muzeul Banatului Montan, Reșița | Cimec    |
|      | Invitație la o seară dansantă la hotelul Lichtneckert din Caransebeș Autor: Kovacs, Teodor | Datare: 20.04.1912 Dimensiuni: L: 26 cm; La: 21 cm; 2 F; R Material: hârtie                   | Invitație la o seară de dans costumată, făcută de profesorul Teodor Kovacs de la Academia de Arte și Dans pentru sâmbătă 20 aprilie 1912, în program muzică cântată la pian. Documentul are un chenar pe margine. | Muzeul Banatului Montan, Reșița | Cimec    |
|      | Invitație la Concertul elevilor | Datare: 09.04.1892 Dimensiuni: L: 23,5 cm; La: 15,5 cm; 2 F; R Material: hârtie               | Invitație la Concertul elevilor organizat în sala hotelului „Coroana Ungariei” din Oravița, având în program piese de Wagner, Liszt, Mendelson și alții; la pian profesoara Emma Haselbach. Documentul are un chenar cu motive florale la colțuri. | Muzeul Banatului Montan, Reșița | Cimec    |
|      | Afiș pentru opereta „Das Pensionat” Autor: Tipografia Iosef Kaden | Datare: Sec. XIX;2/2 Dimensiuni: L: 45 cm; La: 31 cm; 1 F; R Material: hârtie                 | Clubul de cântece și muzică din Oravița invită publicul la opereta „Das Pensionat” de Franz Suppé sâmbătă și duminică în zilele de 23 și 24 septembrie. | Muzeul Banatului Montan, Reșița | Cimec    |
|      | Afiș al Teatrului Român din Oravița pentru drama-comedia „Orba din Paris” Autor: Tipografia Karl Wunder | Datare: 08.11.1888 Dimensiuni: L: 39 cm; La: 31 cm; 1 F; R Material: hârtie                   | Societatea teatrală română ambulantă din Ungaria condusă de G.A. Petculescu invită publicul la Teatrul Român din Oravița pentru a viziona piesa în cinci acte „Orba din Paris”. Există un timbru fiscal ștampilat de 1 leu în partea centrală a afișului. | Muzeul Banatului Montan, Reșița | Cimec    |
|      | Afiș al Reuniunii romano-catolice din Oravița pentru spectacolul de comedie „Die beiden Sekretär” Autor: Tipografia E. Desits | Datare: 17.04.1932 Dimensiuni: L: 32 cm; La: 23,5 cm; 1 F; R Material: hârtie                 | Reuniunea romano-catolică din Oravița invită publicul în sala Claustrului la spectacolul de comedie „Die beiden Sekretär” de A. Bittner, duminică ora 5. La mijlocul afișului se află lipit un timbru fiscal de 10 bani. | Muzeul Banatului Montan, Reșița | Cimec    |
|      | Afiș al Uniunii orăvițene „Arany-kor” pentru spectacolul din 15 martie 1900 Autor: Tipografia Wunder Karoly | Datare: 15 martie 1900 Dimensiuni: L: 47 cm; La: 31,2 cm; 1 F; R Material: hârtie             | Uniunea „Arany”-kor din Oravița care a înființat Fondul Regina Elisabeta organizează un spectacol de promovare a limbii maghiare în data de 15 martie 1900. | Muzeul Banatului Montan, Reșița | Cimec    |
|      | Afișul spectacolului Asociației de Muzică și Cântări din Oravița „Buntes Allerei” Autor: Tipografia Iosif Kaden | Datare: 12 martie 1933 Dimensiuni: L: 47 cm; La: 32 cm; 1 F; R Material: hârtie               | Asociația de Muzică și Cântări din Oravița invită publicul la o seară de spectacol cu muzică în sala teatrului sâmbătă și duminică 12 martie 1933. La mijlocul afișului se află lipit un timbru fiscal de 10 bani. | Muzeul Banatului Montan, Reșița | Cimec    |
|      | Afiș al Teatrului Român din Oravița pentru spectacolele „Institutul nebunilor” și „Moștenirea de la Răposata” Autor: Tipografia Karl Wunder                                                                                           | Datare: 03.11.1888 Dimensiuni: L: 39,5 cm; La: 30 cm; 1 F; R Material: hârtie                 | Societatea teatrală română ambulantă din Ungaria condusă de G.A. Petculescu invită publicul la piesele de teatru „Institutul nebunilor” și „Moștenirea de la Răposata” sâmbătă 3 noiembrie 1888, în sala teatrului. La mijlocul afișului se află lipit un timbru fiscal de 1 kreițar. | Muzeul Banatului Montan, Reșița | Cimec    |
|      | Afiș pentru un concert de muzică clasică Autor: Tipografia Iosif Kaden | Datare: 16.05.1931 Dimensiuni: L: 47,3 cm; La: 31 cm; 1 F; R Material: hârtie                 | Reuniunea de Muzică și Cântări din Oravița organizează în sala Claustrului catolic un concert de muzică clasică având în program piese de Liszt, Mendelson, Schubert și alții, sâmbătă 16 mai 1931. La mijlocul afișului se află lipit un timbru fiscal de 10 bani. | Muzeul Banatului Montan, Reșița | Cimec    |
|      | Invitație pentru balul organizat de Maeștrii români din Oravița Autor: Tipografia Progresul | Datare: 29.01.1912 Dimensiuni: L: 20,5 cm; La: 14,6 cm; 2 F; R, V Material: hârtie            | Invitația este pentru balul organizat de Maeștrii români din Oravița română în localul lui Iosif Nedici, bal la care va cânta orchestra din Vrani. Invitația are un chenar cu figuri stilizate iar textul este imprimat pe un fond cu desene de culoare galben deschis. | Muzeul Banatului Montan, Reșița | Cimec    |
|      | Invitație la spectacolul organizat în 26 decembrie 1904 Autor: Tipografia Iosif Kaden | Datare: 26.12.1904 Dimensiuni: L: 23,5 cm; La: 15 cm; 2 F; R Material: hârtie                 | Reuniunea de Cetire și Cântări invită publicul la spectacolul din sala hotelului „Împăratul Austriei” din 26 decembrie 1904, sub conducerea lui Carol Lazăr. Invitația are chenar de jur împrejur. | Muzeul Banatului Montan, Reșița | Cimec    |
|      | Invitație la spectacolul organizat de reuniunea „Concordia” Autor: Tipografia Progresul | Datare: 02.08.1910 Dimensiuni: L: 23,5 cm; La: 15 cm; 2 F; R Material: hârtie                 | Reuniunea greco-catolică de cântări și muzică din Oravița română invită publicul la spectacolul din grădina hotelului „Coroana Ungariei” din 2 august 1910. Invitația are pe margini un chenar cu trandafiri stilizați și frunze la colțuri. | Muzeul Banatului Montan, Reșița | Cimec    |
|      | Invitație la spectacolul organizat de Reuniunea de binefacere a femeilor din Oravița Autor: Tipografia Iosif Kaden | Datare: 23.01.1926 Dimensiuni: L: 46,5 cm; La: 35 cm; 1 F; R Material: hârtie                 | Invitația este pentru spectacolul organizat de Reuniunea de binefacere a femeilor din Oravița, care va avea loc în clădirea Cazinoului. | Muzeul Banatului Montan, Reșița | Cimec    |
|      | Afiș pentru piesele de teatru „Diamantul poleit” și „Țiganca” Autor: Tipografia Iosif Kaden | Datare: 11.12.1920 Dimensiuni: L: 60,5 cm; La: 43 cm; 1 F; R Material: hârtie                 | Reuniunea de Muzică și Cântări din Oravița invită publicul la spectacol având în program piesele: „Diamantul poleit” și „Țiganca”, în clădirea Cazinoului. | Muzeul Banatului Montan, Reșița | Cimec    |
|      | Afiș pentru piesele de teatru „Peripherie” și „Wieberfeinde” Autor: Tipografia Iosif Kaden | Datare: 19.01.1928 Dimensiuni: L: 47,5 cm; La: 31,5 cm; 1 F; R Material: hârtie               | Publicul este invitat de Compania dramatică din Viena condusă de Gustav Kotany la spectacolul cu piesele: „Peripherie” și „Wieberfeinde”, în sala teatrului din Oravița. | Muzeul Banatului Montan, Reșița | Cimec    |
|      | Invitație la serata de muzică corală și dans Autor: Tipografia Iosif Kaden | Datare: 30.08.1863 Dimensiuni: L: 63 cm; La: 45,5 cm; 1 F; R Material: hârtie                 | Invitația se adresează publicului din Oravița pentru serata de muzică corală și dans din 30 august 1863 organizată de Asociația de Muzică și Cântări 1863 din Oravița. La mijlocul afișului se află lipite două timbre fiscale. | Muzeul Banatului Montan, Reșița | Cimec    |
|      | Invitație la seara de Revelion Autor: Tipografia E. Desits | Datare: 31.12.1936 Dimensiuni: L: 48 cm; La: 32,5 cm; 1 F; R Material: hârtie                 | Invitația este din partea Reuniunii de Muzică și Cântări 1863 pentru seara de Revelion în Grădina de Tir. La mijlocul afișului se află lipite două timbre fiscale de câte 10 bani. | Muzeul Banatului Montan, Reșița | Cimec    |
|      | Afiș pentru reprezentațiile oferite de Teatrul German - trupa de dramă Autor: Tipografia Iosif Kaden | Datare: 29.03.1925 Dimensiuni: L: 47 cm; La: 65,5 cm; 1 F; R Material: hârtie                 | Teatrul German din România invită publicul la vizionarea unor piese de teatru: Răpirea Sabinelor, Elga, Pensionarul Scholler, Cadavrul viu. | Muzeul Banatului Montan, Reșița | Cimec    |
|      | Afiș pentru Serata de comedii Autor: Tipografia E. Desits | Datare: 22.04.1935 Dimensiuni: L: 62 cm; La: 47 cm; 1 F; R Material: hârtie                   | Asociația de Muzică și Cântări 1863 din Oravița organizează o Serată de comedii în clădirea Cazinoului. În program: „Die Kneipp-Kur” și „Der Tungendheld”. La mijlocul afișului se află lipite două timbre fiscale de câte 10 bani. | Muzeul Banatului Montan, Reșița | Cimec    |
|      | Afiș pentru un spectacol destinat săracilor Autor: Tipografia Iosif Kaden | Datare: 12.03.1924 Dimensiuni: L: 47 cm; La: 32 cm; 1 F; R Material: hârtie                   | Reuniunea de binefacere a femeilor din Oravița organizează în sala teatrului un spectacol de binefacere pentru săraci având în program muzică, dans și o piesă de teatru „Rămășagul” de V. Alecsandri. | Muzeul Banatului Montan, Reșița | Cimec    |
|      | Afiș pentru un spectacol de muzică cu formația „Jazz Band” Autor: Tipografia Weiss | Datare: 20.06.1931 Dimensiuni: L: 46,5 cm; La: 31 cm; 1 F; R Material: hârtie                 | Publicul este invitat la spectacolul de muzică cu formația „Jazz Band” la Grădina Coroanei sâmbătă seara la ora 9. Lipite pe afiș se află două timbre, de 50 și 10 bani. | Muzeul Banatului Montan, Reșița | Cimec    |
|      | Afiș pentru spectacolele „Falun” și „Die versucherin” Autor: Tipografia Wunder Károlynál | Datare: 12.07.1908 Dimensiuni: L: 47 cm; La: 31 cm; 1 F; R Material: hârtie                   | Publicul este invitat de Societatea de Muzică și Cântări din Oravița la spectacolul cu piesele „Falun” (La țară) și „Die versucherin” (Ispititoarea) în grădina de Tir, seara la ora 9,30. | Muzeul Banatului Montan, Reșița | Cimec    |
|      | Afișul spectacolului „Șezătoarea a II-a” Autor: Tipografia Felix Weiss | Datare: 21.03.1926 Dimensiuni: L: 47 cm; La: 31 cm; 1 F; R Material: hârtie                   | Afișul invită publicul la spectacolul „Șezătoarea a II-a” organizat de Liceul „General Dragalina” din Oravița având în program muzică corală și piese de teatru scurt. | Muzeul Banatului Montan, Reșița | Cimec    |
|      | Afișul pieselor de teatru „O fată unică” și „În civil” Autor: Tipografia Karl Wunder | Datare: 08.06.1908 Dimensiuni: L: 47 cm; La: 31 cm; 1 F; R Material: hârtie                   | Afișul invită publicul la reprezentațiile teatrale „O fată unică” și „În civil” organizate de Asociația amatorilor de teatru din Oravița. | Muzeul Banatului Montan, Reșița | Cimec    |
|      | Afișul operetei „Vânzătorul de păsări” de Karl Zeller Autor: Tipografia Mercur | Datare: 1935 Dimensiuni: L: 32 cm; La: 23 cm; 1 F; R Material: hârtie                         | Afișul aparține Teatrului German din Sibiu aflat în turneu prin România cu opereta „Vânzătorul de păsări” de Karl Zeller. | Muzeul Banatului Montan, Reșița | Cimec    |
|      | Afiș pentru concert și piesa de teatru „Putea să fie și mai rău” Autor: Tipografia Felix Weiss | Datare: 25.12.1938 Dimensiuni: L: 48 cm; La: 33 cm; 1 F; R Material: hârtie                   | Asociația Culturală și sportivă C.F.R. filiala Oravița, invită publicul la Concert urmat de piesa de teatru „Putea să fie și mai rău” de Velcelean Mihai în Grădina de Tir, în prima zi de Crăciun la ora 21. | Muzeul Banatului Montan, Reșița | Cimec    |
|      | Afiș cu program pentru Concertul de duminică Autor: Tipografia Wunder | Datare: 05.12.1897 Dimensiuni: L: 48 cm; La: 32 cm; 1 F; R Material: hârtie                   | Asociația de Muzică din Oravița invită publicul la Concertul din clădirea teatrului pentru duminică, având în program piese de Grieg, Mozart, Brahms și alți compozitori. | Muzeul Banatului Montan, Reșița | Cimec    |
|      | Afișul piesei de teatru „Noul stilou al medicului” | Datare: 02.04.1899 Dimensiuni: L: 41 cm; La: 30 cm; 1 F; R Material: hârtie                   | Publicul este invitat pentru a urmări piesa de teatru „Noul stilou al medicului”, organizat de Asociația amatorilor de teatru din Oravița. Spectacolul va fi în clădirea renovată a teatrului. | Muzeul Banatului Montan, Reșița | Cimec    |
|      | Invitație pentru o seară de comedie și muzică Autor: Tipografia Felix Weiss | Datare: 01.02.1913 Dimensiuni: L: 30 cm; La: 22 cm; 2 F; R Material: hârtie                   | Invitația se adresează publicului din Oravița pentru o seară de comedie și muzică, spectacol care va avea loc în holul hotelului Korona din Oravița. Invitația are chenar cu motive stilizate la colțuri și în partea centrală sus; simbolurile folosite sunt o liră și doi clovni. | Muzeul Banatului Montan, Reșița | Cimec    |
|      | Afiș pentru adunarea de fonduri necesare renovării teatrului Autor: Tipografia Karl Wunder | Datare: 22.12.1899 Dimensiuni: L: 47,4 cm; La: 31,3 cm; 1 F; R Material: hârtie               | Afișul invită la spectacolul pentru adunarea de fonduri necesare renovării clădirii teatrului. În program muzică clasică și piesa de teatru „Sein Freund Babolin”. Afișul prezintă un chenar cu motive decorative. | Muzeul Banatului Montan, Reșița | Cimec    |
|      | Afiș pentru spectacolul în două acte organizat de Societatea de Muzică din Oravița Autor: Tipografia Felix Weiss | Datare: 06.07.1912 Dimensiuni: L: 46,1 cm; La: 31,2 cm; 1 F; R Material: hârtie               | Asociația de Muzică invită publicul din Oravița la un spectacol de muzică clasică și la vizionarea piesei „Der Eheautomat”, dramatizare muzicală după piesa lui Kominski-Weisz. | Muzeul Banatului Montan, Reșița | Cimec    |
|      | Afiș pentru spectacolul organizat în grădina publică din Oravița Autor: Tipografia Karl Wunder | Datare: 09.08.1908 Dimensiuni: L: 47 cm; La: 31,2 cm; 1 F; R Material: hârtie                 | Afișul invită publicul din Oravița în grădina Clubului de Tir la festivalul organizat de Anna G. Zeh având în program muzică, spectacole de teatru și dans. | Muzeul Banatului Montan, Reșița | Cimec    |
|      | Afiș pentru spectacolul de operetă „Die Bajadere” pe muzica lui Emmerich Kalman Autor: Tipografia Iosif Kaden | Datare: 20.05.1923 Dimensiuni: L: 40,7 cm; La: 30,2 cm; 1 F; R Material: hârtie               | Reuniunea de Muzică și Cântări invită publicul din Oravița la opereta „Die Bajadere” pe muzica lui Emmerich Kalman. | Muzeul Banatului Montan, Reșița | Cimec    |
|      | Reuniunea de Muzică și Cântări organizează spectacolul „Jugend Blumen - Fast” Autor: Tipografia Felix Weiss | Datare: 05.08.1906 Dimensiuni: L: 41,5 cm; La: 29 cm; 1 F; R Material: hârtie                 | Reuniunea de Muzică și Cântări invită publicul din Oravița la spectacolul „Jugend Blumen - Fast” în Grădina de Tir, având în program două piese de teatru, muzică și dans. | Muzeul Banatului Montan, Reșița | Cimec    |
|      | Reuniunea de Muzică și Cântări organizează spectacolul de operetă „Alt-Wien” Autor: Tipografia Felix Weiss | Datare: 22.05.1913 Dimensiuni: L: 47 cm; La: 28,8 cm; 1 F; R Material: hârtie                 | Reuniunea de Muzică și Cântări invită publicul din Oravița la teatrul Casino pentru a urmări opereta în trei acte „Alt-Wien” pe muzica lui Iosef Lanner. | Muzeul Banatului Montan, Reșița | Cimec    |
|      | Afiș al spectacolului „Gute nacht, Herr Pantalon” organizat de Teatrul Diletanților din Oravița | Datare: 13.01.1901 Dimensiuni: L: 30 cm; La: 23,5 cm; 1 F; R Material: hârtie                 | Teatrul Diletanților din Oravița invită publicul duminică la spectacolul cu piesele de teatru „Gute nacht, Herr Pantalon” și „Kaudels Gardinenpredigten”. | Muzeul Banatului Montan, Reșița | Cimec    |
|      | Programul spectacolelor de matineu pentru copii Autor: Tipografia C. Kehrer | Datare: 19.12.1897 Dimensiuni: L: 30 cm; La: 23,5 cm; 1 F; R Material: hârtie                 | Reuniunea de Muzică și Cântări din Oravița invită copii la matineu pentru a urmări un spectacol cu muzică clasică și piese de teatru. | Muzeul Banatului Montan, Reșița | Cimec    |
|      | Invitație la spectacolul de muzică „Gemüthlichen Abend” organizat de Reuniunea de Muzică și Cântări Autor: Tipografia Karl Wunder | Datare: 25.03.1893 Dimensiuni: L: 21,1 cm; La: 13 cm; 1 F; R Material: hârtie                 | Invitația se adresează publicului iubitor de muzică pentru spectacolul „Gemüthlichen Abend” organizat de Reuniunea de Muzică și Cântări din Oravița, în program muzică de Boccherini, Vogel Meisl etc. | Muzeul Banatului Montan, Reșița | Cimec    |
|      | Programul spectacolului organizat de Reuniunea Tineretului romano-catolic din Oravița Autor: Tipografia E. Desits | Datare: 07.02.1932 Dimensiuni: L: 23,4 cm; La: 15,7 cm; 1 F; R Material: hârtie               | Reuniunea Tineretului romano-catolic din Oravița invită publicul la o serată culturală în sala de gimnastică a Claustrului, având în program muzică și piesa de teatru „Das Medium”. | Muzeul Banatului Montan, Reșița | Cimec    |
|      | Invitație la spectacolul de dans și sărbătoare a recoltei Autor: Tipografia C. Kehrer | Datare: 03.11.1903 Dimensiuni: L: 21 cm; La: 15,4 cm; 2 F; R Material: hârtie                 | Asociația tinerilor comercianți din Oravița invită publicul la un spectacol de dans și muzică cu ocazia zilei recoltei. Documentul prezintă pe margini un chenar cu simboluri de toamnă: frunze de viță de vie, struguri, sticle de vin. | Muzeul Banatului Montan, Reșița | Cimec    |
|      | Afiș pentru spectacolul „Auf der Höhe” | Datare: 04.11.1900 Dimensiuni: L: 43,6 cm; La: 31,4 cm; 1 F; R Material: hârtie               | Asociația Diletanților din Oravița invită publicul la spectacolul „Auf der Höhe” pentru adunarea de fonduri necesare renovării teatrului. Documentul prezintă pe margini un chenar cu linii ondulate. | Muzeul Banatului Montan, Reșița | Cimec    |
|      | Afiș pentru spectacolul de operetă „Flotte bursche” și „Die Neue Magd” Autor: Tipografia Karl Wunder | Datare: 05.11.1882 Dimensiuni: L: 30 cm; La: 23,2 cm; 1 F; R Material: hârtie                 | Teatrul din Oravița invită publicul la spectacolul „Flotte bursche” și „Die Neue Magd” organizat de Reuniunea de Muzică și Cântări. Afișul are pe margini un chenar cu motive vegetale, iar la mijloc o stemă reprezentând o liră cu frunze. | Muzeul Banatului Montan, Reșița | Cimec    |
|      | Program pentru primul concert al anului 1868 la teatrul din Oravița Autor: Tipografia J. Wunder | Datare: 28.03.1868 Dimensiuni: L: 21,5 cm; La: 14,3 cm; 1 F; R Material: hârtie               | Programul prezintă conținutul primului spectacol din anul 1868 al teatrului din Oravița, constând dintr-un concert de muzică clasică și piesa de teatru „Was! Zins zahlen”. Programul are un chenar cu motive ornamentale la colțuri. | Muzeul Banatului Montan, Reșița | Cimec    |
|      | Invitație la un program de muzică și dans al Reuniunii de Muzică și Cântări din Oravița Autor: Tipografia Karl Wunder | Datare: 23.02.1895 Dimensiuni: L: 23 cm; La: 14,3 cm; 1 F; R Material: hârtie                 | Reuniunea de Muzică și Cântări invită publicul din Oravița la primul spectacol al anului având în program muzică clasică și opera „Eduard und Kunigunde” și dans. Documentul prezintă pe margini un chenar cu motive florale și o liră în partea superioară. | Muzeul Banatului Montan, Reșița | Cimec    |
|      | Afiș al concertului simfonic organizat de „Asociația de Muzică și Cântări germane 1863” Autor: Tipografia Progresul | Datare: 25.11.1933 Dimensiuni: L: 88,3 cm; La: 56,8 cm; 1 F; R Material: hârtie               | „Asociația de Muzică și Cântări germane 1863” din Oravița organizează concertul de muzică simfonică în scopuri caritabile. În program figurează piese de Rosini, Schubert etc. La mijlocul afișului se află lipite patru timbre fiscale de câte 10 bani. | Muzeul Banatului Montan, Reșița | Cimec    |
|      | Program de concert la Oravița susținut de David Key Autor: Tipografia C. Kehrer | Datare: 19.07.1894 Dimensiuni: L: 22,8 cm; La: 14,6 cm; 2 F; R Material: hârtie               | Programul de concert susținut de David Key de la Curtea regală din Budapesta, la teatrul din Oravița cuprinde piese de Wagner, Liedl, Schumann, în interpretarea soliștilor Iréne Bárdossy și alții. Pe marginea programului există un chenar cu motive florale. | Muzeul Banatului Montan, Reșița | Cimec    |
|      | Program de spectacol al Societății de Muzică și Cântări din Oravița Autor: Tipografia C. Kehrer | Datare: 10.03.1895 Dimensiuni: L: 23,5 cm; La: 15,2 cm; 1 F; R Material: hârtie               | Reuniunea de Muzică și Cântări invită publicul din Oravița la spectacolul de după amiază având în program comedii și muzică de operetă. Documentul are pe margini un chenar cu motive decorative la colțuri. | Muzeul Banatului Montan, Reșița | Cimec    |
|      | Program pentru spectacolul organizat de Reuniunea de Muzică și Cântări din Oravița Autor: Tipografia Karl Wunder | Datare: 17.05.1896 Dimensiuni: L: 22,8 cm; La: 14,5 cm; 1 F; R Material: hârtie               | Reuniunea de Muzică și Cântări invită publicul din Oravița la spectacolul de muzică și teatru la hotelul „Coroana Ungariei”. Documentul are pe margini un chenar cu motive geometrice stilizate. | Muzeul Banatului Montan, Reșița | Cimec    |
|      | Invitație la spectacolul de muzică din grădina hotelului „Kron” Autor: Tipografia Karl Wunder | Datare: 05.08.1899 Dimensiuni: L: 22,7 cm; La: 14,3 cm; 1 F; R Material: hârtie               | Reuniunea de Muzică și Cântări invită publicul din Oravița la spectacolul de muzică clasică organizat în grădina hotelului „Kron”. Documentul are pe margini un chenar cu motive geometrice stilizate, la mijloc se află o liră. | Muzeul Banatului Montan, Reșița | Cimec    |
|      | Program pentru spectacolul organizat de Reuniunea de Muzică și Cântări din Oravița Autor: Tipografia Karl Wunder | Datare: 12.07.1898 Dimensiuni: L: 22,8 cm; La: 14,5 cm; 1 F; R Material: hârtie               | Reuniunea de Muzică și Cântări invită publicul din Oravița la spectacolul de muzică clasică avându-i invitați pe Anny Rieszer și F. Fossati de la Opera din Viena. Documentul are pe margini un chenar cu motive stilizate pe mijloc și la colțuri. | Muzeul Banatului Montan, Reșița | Cimec    |
|      | Afiș al spectacolului de teatru pentru copii Autor: Tipografia Karl Wunder | Datare: 10.02.1895 Dimensiuni: L: 25 cm; La: 20 cm; 1 F; R Material: hârtie                   | Reuniunea de Muzică și Cântări din Oravița invită publicul la un spectacol cu piese de teatru și muzică pentru copii în clădirea teatrului din Oravița. Documentul are pe margini un chenar cu motive florale la colțuri. | Muzeul Banatului Montan, Reșița | Cimec    |
|      | Afiș la spectacolul de teatru organizat de Asociația amatorilor din Oravița Autor: Tipografia J. Wunder | Datare: 30.08.1885 Dimensiuni: L: 20,9 cm; La: 13,2 cm; 1 F; R Material: hârtie               | Asociația amatorilor de teatru invită publicul la spectacolul „Das Stiftungsfest”, comedie în trei acte la teatrul din Oravița. | Muzeul Banatului Montan, Reșița | Cimec    |
|      | Afiș al spectacolului sub genericul „Jux-Abend” organizat de Reuniunea de Muzică și Cântări din Oravița Autor: Tipografia C. Kehrer                                                                                                   | Datare: 16.02.1901 Dimensiuni: L: 30 cm; La: 23,5 cm; 1 F; R Material: hârtie                 | Reuniunea de Muzică și Cântări din Oravița invită publicul la o seară de muzică și dans în holul hotelului „Ungarische Krone”. Documentul are pe margini un chenar cu motive stilizate încadrat în partea de jos de două desene înfățișând doi clovni. | Muzeul Banatului Montan, Reșița | Cimec    |
|      | Afiș pentru spectacolul de muzică și teatru organizat de Reuniunea de Muzică și Cântări din Oravița Autor: Tipografia Karl Wunder | Datare: 27.02.1897 Dimensiuni: L: 29 cm; La: 25 cm; 2 F; R Material: hârtie                   | Reuniunea de Muzică și Cântări din Oravița invită publicul la spectacolul de muzică, teatru și pantomimă în holul hotelului „Ungarische Krone”. Documentul are pe margini un chenar cu motive decorative mai ales în partea de jos. | Muzeul Banatului Montan, Reșița | Cimec    |
|      | Program al Reuniunii de Muzică și Cântări din Oravița pentru seara de revelion Autor: Tipografia Karl Wunder | Datare: 31.12.1896 Dimensiuni: L: 25 cm; La: 19,8 cm; 1 F; R Material: hârtie                 | Reuniunea de Muzică și Cântări din Oravița invită publicul la sărbătorirea Revelionului în holul hotelului „Ungarische Krone” printr-un spectacol de muzică clasică și piesa de teatru „Ein Künstlerfreund”. Documentul are pe margini un chenar cu motive stilizate la colțuri. | Muzeul Banatului Montan, Reșița | Cimec    |
|      | Program pentru spectacolul Reuniunii de Muzică și Cântări din Oravița Autor: Tipografia Karl Wunder | Datare: 03.11.1895 Dimensiuni: L: 29,4 cm; La: 23 cm; 1 F; R Material: hârtie                 | Reuniunea de Muzică și Cântări din Oravița organizează un concert în sala teatrului având în program piese de Beethoven, Wagner, Liszt etc. Documentul are pe margini un chenar cu motive florale. | Muzeul Banatului Montan, Reșița | Cimec    |
|      | Invitație din partea Reuniunii greco-catolice „Concordia” din Oravița la spectacol | Datare: 19.02.1911 Dimensiuni: L: 26 cm; La: 21 cm; 2 F; R Material: hârtie                   | Reuniunea greco-catolică „Concordia” din Oravița invită publicul la spectacol în Grădina de Tir cu ocazia Sfintei Maria, având în program un concert și o piesă de teatru. Documentul are pe margini un chenar cu motive florale. | Muzeul Banatului Montan, Reșița | Cimec    |
|      | Invitație la spectacolul organizat de Reuniunea de Cântări și Muzică cu ocazia Sf. Maria | Datare: 15.08.1911 Dimensiuni: L: 21 cm; La: 17 cm; 2 F; R, V Material: hârtie                | Reuniunea de Cântări și Muzică din Oravița invită publicul cu ocazia Sfintei Maria la spectacolul de muzică și teatru în Grădina de Tir. Pe fila a doua se află programul concertului și piesa de teatru. Documentul are la începutul textului desenată o liră, iar din fila a două lipsește aproape o jumătate. | Muzeul Banatului Montan, Reșița | Cimec    |
|      | Invitație la spectacolul organizat de Reuniunea greco-catolică „Concordia” de Sf. Ilie Autor: Tipografia Progresul | Datare: 02.08.1911 Dimensiuni: L: 25 cm; La: 20 cm; 2 F; R, V Material: hârtie                | Reuniunea greco-catolică „Concordia” din Oravița invită publicul cu ocazia Sf. Ilie la spectacolul de muzică și teatru în grădina hotelului „Coroana Ungariei”. Documentul are pe margini un chenar, iar sus, central o liră. | Muzeul Banatului Montan, Reșița | Cimec    |
|      | Invitație din partea Reuniunii greco-catolice „Concordia” din Oravița la spectacol în sala Iosif Nedici Autor: Tipografia Progresul                                                                                                   | Datare: 06.02.1910 Dimensiuni: L: 21 cm; La: 16,5 cm; 2 F; R Material: hârtie                 | Reuniunea greco-catolică „Concordia” din Oravița invită publicul în sala Iosif Nedici la spectacolul de concert și teatru organizat de Ion Bogdan. Documentul are pe margini un chenar cu linie dublă cu ornamente la colțuri. | Muzeul Banatului Montan, Reșița | Cimec    |
|      | Afiș al spectacolului de aniversare a 25 de ani de la sfințirea steagurilor Autor: Tipografia C. Kehrer | Datare: 13.12.1896 Dimensiuni: L: 29 cm; La: 23 cm; 1 F; R Material: hârtie                   | Reuniunea de Muzică și Cântări din Oravița organizează sub îndrumarea doamnei E. Gyurgyevich spectacolul de muzică și teatru cu ocazia aniversării a 25 de ani de la sfințirea steagurilor. Documentul are pe margini un chenar cu motive ornamentale la colțuri și o liră central-sus. | Muzeul Banatului Montan, Reșița | Cimec    |
|      | Invitație la petrecerea din seara de Revelion și Sf. Vasile organizată de „Gesangverein” Autor: Tipografia Corvis | Datare: 31.12.1925 Dimensiuni: L: 47 cm; La: 31,2 cm; 1 F; R Material: hârtie                 | Reuniunea „Gesangverein” invită publicul la petrecere în sala Oltenia cu ocazia Anului Nou și a Sf. Vasile, având în program muzică clasică, teatru și dans. Afișul este imprimat pe hârtie albastră. | Muzeul Banatului Montan, Reșița | Cimec    |
|      | Afiș al piesei cu titlul „Amedeu Stânjănel” Autor: Tipografia Iosif Kaden | Datare: 24.01.1930 Dimensiuni: L: 63,6 cm; La: 47,7 cm; 1 F; R Material: hârtie               | Asociația de Teatru, Casino și de Cetire din Oravița invită publicul la comedia în trei acte „Amedeu Stânjănel” de Vlădoianu și Rodan. Documentul are lipite în mijloc două timbre fiscale de câte 10 bani, iar în stânga o mențiune cu pix albastru: Donat Muzeului Oravița de Virgil Epure 17.07.972. | Muzeul Banatului Montan, Reșița | Cimec    |
|      | Afiș al spectacolului de muzică și dans organizat de Reuniunea de binefacere a femeilor din Oravița Autor: Tipografia Iosif Kaden | Datare: 10.12.1932 Dimensiuni: L: 63,6 cm; La: 47,7 cm; 1 F; R Material: hârtie               | Reuniunea de binefacere a femeilor din Oravița organizează o serată de muzică și dans pentru colectarea de fonduri necesare teatrului. Documentul are lipite în mijloc două timbre fiscale de câte 10 bani și mențiunea cu pix albastru: Donat Muzeului Oravița de Virgil Epure 17.07.972. | Muzeul Banatului Montan, Reșița | Cimec    |
|      | Lista persoanelor care au contribuit la fondarea Teatrului din Oravița | Datare: 01.07.1817 Dimensiuni: L: 79,5 cm; La: 50 cm; 1 F; R Material: hârtie                 | La inițiativa oficialilor din Oravița s-a tipărit lista persoanelor care au oferit subscipții pentru înființarea teatrului din Oravița. | Muzeul Banatului Montan, Reșița | Cimec    |
|      | Invitație la seară de muzică și dans Autor: Tipografia Kehrer Tipografia Kehrer | Datare: 24.02.1900 Dimensiuni: L: 30 cm; La: 23,7 cm; 1 F; R Material: hârtie                 | Invitația se adresează publicului pentru o seară de muzică și dans care va avea loc la hotelul „Coroana Ungariei”, organizată de Reuniunea de Muzică și Cântări din Oravița. Documentul are pe margini un chenar și o stemă în stânga reprezentând o liră. | Muzeul Banatului Montan, Reșița | Cimec    |
|      | Program de concert organizat de Reuniunea de Muzică și Cântări din Oravița Autor: Tipografia Karl Wunder | Datare: 02.06.1894 Dimensiuni: L: 29,5 cm; La: 23 cm; 1 F; R Material: hârtie                 | Reuniunea de Muzică și Cântări din Oravița organizează un concert în sala teatrului, având în program piese muzicale de Schubert, Schumann, Grieg, Hayden. Documentul are pe margini un chenar cu motive geometrice și alte elemente decorative la colțuri. | Muzeul Banatului Montan, Reșița | Cimec    |
|      | Invitație la concertul organizat de Reuniunea de Muzică și Cântări din Oravița Invitație la concertul organizat de Reuniunea de Muzică și Cântări din Oravița Autor: Tipografia Kehrernél                                             | Datare: 03.02.1901 Dimensiuni: L: 30 cm; La: 23 cm; 1 F; R Material: hârtie                   | Reuniunea de Muzică și Cântări din Oravița organizează un concert având în program piese muzicale de Schopin, Liszt, Meldenson. Documentul are în partea superioară un chenar cu motive florale și o liră. | Muzeul Banatului Montan, Reșița | Cimec    |
|      | Afiș pentru opereta „Der Bey von Marocco” Autor: Tipografia J. Kaden | Datare: 08.06.1919 Dimensiuni: L: 42 cm; La: 27 cm; 1 F; R Material: hârtie                   | Afișul invită publicul la opereta „Der Bey von Marocco” de V. Holländer și câteva piese de concert la teatrul casino din Oravița. | Muzeul Banatului Montan, Reșița | Cimec    |
|      | Afiș pentru spectacolul organizat cu ocazia Sărbătorii florilor Autor: Tipografia Felix Weisz | Datare: 13.08.1905 Dimensiuni: L: 42,5 cm; La: 30 cm; 1 F; R Material: hârtie                 | Cu ocazia Sărbătorii de vară a florilor, în scop caritativ se organizează un spectacol în grădina publică din Oravița sub îndrumarea doamnei Anna Galatea Zeh având în program două piese de teatru. Afișul este tipărit pe hârtie de culoare roz. | Muzeul Banatului Montan, Reșița | Cimec    |
|      | Afiș pentru spectacolul organizat de Reuniunea de Muzică și Cântări din Oravița Autor: Tipografia Kehrer | Datare: 01.03.1896 Dimensiuni: L: 29,5 cm; La: 23 cm; 1 F; R Material: hârtie                 | Afișul se referă la spectacolul de duminică după amiază din grădina teatrului având în program muzică clasică și piese de comedie. | Muzeul Banatului Montan, Reșița | Cimec    |
|      | Invitație pentru spectacolul organizat în seara de Revelion Autor: Tipografia Josef Kaden | Datare: 31.12.1907 Dimensiuni: L: 44,5 cm; La: 38 cm; 1 F; R Material: hârtie                 | Invitația se adresează celor interesați să participe în seara de Revelion la un program cu muzică și dans organizat de Reuniunea de Muzică și Cântări din Oravița. Invitația este imprimată pe hârtie verde. | Muzeul Banatului Montan, Reșița | Cimec    |
|      | Invitație pentru spectacolul organizat în seara de Revelion Autor: Tipografia Karl Wunder | Datare: 31.12.1897 Dimensiuni: L: 22,6 cm; La: 14,5 cm; 1 F; R Material: hârtie               | Invitația se adresează celor interesați să participe la Revelion organizat de Reuniunea de Muzică și Cântări din Oravița, la hotelul „Coroana Ungariei”, având în program muzică clasică și o piesă de comedie, urmat de dans. Documentul are pe margini un chenar cu motive florale și o liră stânga-sus. | Muzeul Banatului Montan, Reșița | Cimec    |
|      | Afiș de operetă pentru piesa „1001 nopți” Autor: Tipografia Iosef Kaden | Datare: 10.05.1924 Dimensiuni: L: 47 cm; La: 31 cm; 1 F; R Material: hârtie                   | Reuniunea de Muzică și Cântări din Oravița organizează spectacolul de operetă „1001 de nopți” pe muzica lui Johann Strauss, în sala teatrului. Afișul este tipărit pe hârtie portocalie. | Muzeul Banatului Montan, Reșița | Cimec    |
|      | Program al spectacolului organizat de Reuniunea de Muzică și Cântări din Oravița Autor: Tipografia Karl Wunder | Datare: 13.08.1895 Dimensiuni: L: 23,8 cm; La: 15 cm; 1 F; R Material: hârtie                 | Reuniunea de Muzică și Cântări din Oravița invită publicul la spectacolul care va avea loc în grădina hotelului „Coroana Ungariei”, având în program celebre arii de operă. Documentul are pe margine un chenar cu motive florale la colțuri iar în mijloc o liră. | Muzeul Banatului Montan, Reșița | Cimec    |
|      | Afiș pentru spectacolul organizat cu ocazia jubileului de 25 de ani Autor: Tipografia Karl Wunder | Datare: 28.06.1896 Dimensiuni: L: 42 cm; La: 15 cm; 1 F; R Material: hârtie                   | Reuniunea de Muzică și Cântări din Oravița organizează un concert aniversar urmat de alte activități cu ocazia împlinirii a 25 de ani de la consacrarea steagurilor, având în program piese de muzică clasică. Afișul are pe margini un chenar de culoare roz cu motive ornamentale la colțuri și o stemă în colțul din stânga-sus. | Muzeul Banatului Montan, Reșița | Cimec    |
|      | Invitație cu program pentru jubileul Reuniunii greco-catolice de cântări „Concordia” din Oravița Autor: Tipografia Karl Wunder | Datare: 29.06.1907 Dimensiuni: L: 30 cm; La: 25,5 cm; 2 F; R, V Material: hârtie              | Invitația cu program inclus se referă la festivitățile organizate cu prilejul împlinirii a 25 de ani de la existența Reuniunii greco-catolice de cântări „Concordia” din Oravița Română. În programul concertului festiv figurează piese corale de I. Vidu, I. Mureșan și alții. Pe prima filă invitația și programul, are un chenar cu elemente decorative, în partea de sus o liră. | Muzeul Banatului Montan, Reșița | Cimec    |
|      | Afiș al concertului organizat de Reuniunea de Muzică și Cântări din Oravița Autor: Tipografia Kehrer | Datare: 08.12.1899 Dimensiuni: L: 30 cm; La: 23,5 cm; 1 F; R Material: hârtie                 | Reuniunea de Muzică și Cântări din Oravița organizează un concert în clădirea teatrului având ca solist pe pianistul prof. A. Toepfer. În program piese de Brahms, Grieg, Liszt etc. Documentul are pe margini un chenar cu motive ornamentale și o liră central-sus. | Muzeul Banatului Montan, Reșița | Cimec    |
|      | Program al turneului de concerte George Enescu Autor: Tipografia Cultura | Datare: 1937 Dimensiuni: L: 23 cm; La: 16 cm; 2 F; R, V Material: hârtie                      | Programul ilustrează turneul maestrului George Enescu prin localitățile din România. Pe prima filă este fotografia lui George Enescu, pe fila a doua este fotografia casei din Liveni, pe fila a treia lista operelor compuse de George Enescu, iar pe fila a patra localitățile unde va concerta. | Muzeul Banatului Montan, Reșița | Cimec    |
|      | Porgram al concertului de caritate organizat de Reuniunea de Muzică și Cântări din Oravița Autor: Tipografia Karl Wunder | Datare: 02.09.1894 Dimensiuni: L: 25 cm; La: 20 cm; 1 F; R Material: hârtie                   | Reuniunea de Muzică și Cântări din Oravița organizează un spectacol caritativ sub îndrumarea domnișoarei Anna Tolvéth din Becicherecul Mare, în clădirea teatrului. Documentul are pe margini un chenar cu motive florale. | Muzeul Banatului Montan, Reșița | Cimec    |
|      | Afișul concertului de colinde organizat de Reuniunea „Concordia” | Datare: 25.12.1947 Dimensiuni: L: 42,5 cm; La: 30 cm; 1 F; R Material: hârtie                 | Reuniunea greco-catolică de cântări „Concordia” din Oravița, dirijor N. Sassu, organizează un concert de colinde cu ocazia Crăciunului. | Muzeul Banatului Montan, Reșița | Cimec    |
|      | Afișul spectacolului în 5 acte „Faust” de Goethe | Datare: 1947 Dimensiuni: L: 43 cm; La: 30,5 cm; 1 F; R Material: hârtie                       | Compania dramatică Vasile Crețoiu și Aurel Rogalschi invită publicul la spectacolul cu piesa „Faust” în 5 acte, de Goethe, în cadrul turneului maestrului Vasile Crețoiu. Pe afiș este o imagine din piesă și fotografiile actorilor principali: Vasile Crețoiu, Aurel Rogalschi, Nelly Constantinescu, Aurel Decu și alții. | Muzeul Banatului Montan, Reșița | Cimec    |
|      | Afiș al spectacolului de teatru „Înșir-te mărgărite” | Datare: Sec. XX;2/2 Dimensiuni: L: 22,5 cm; La: 15,5 cm; 1 F; R Material: hârtie              | Teatrul de stat din Reșița prezintă piesa de teatru după basmul lui Victor Eftimiu „Înșir-te mărgărite”, în regia artistică a lui Alexandru Miclescu. Documentul prezintă pe margini un chenar îngust decorativ. | Muzeul Banatului Montan, Reșița | Cimec    |
|      | Afiș cu program al concertului organizat de Reuniunea de Muzică și Cântări Autor: Tipografia Karl Wunder | Datare: 05.12.1897 Dimensiuni: L: 29 cm; La: 23 cm; 1 F; R Material: hârtie                   | Reuniunea de Muzică și Cântări din Oravița organizează concertul de muzică clasică în clădirea teatrului având în program piese de Grieg, Mozart, Brahms. Documentul prezintă pe margini un chenar dublu cu motive decorative, la fel și programul care este inclus în afiș, dreapta-jos. | Muzeul Banatului Montan, Reșița | Cimec    |
|      | Afiș al operetei „Liebefrauenmilch” de Mylius Autor: Tipografia Kehrer | Datare: 29.09.1901 Dimensiuni: L: 40 cm; La: 29,5 cm; 1 F; R Material: hârtie                 | Reuniunea de Muzică și Cântări din Oravița organizează în clădirea teatrului spectacolul de muzică și operetă „Liebefrauenmilch”, în prezența secretarului de stat Béla Graenzenstein. Afișul este tipărit pe hârtie roz. | Muzeul Banatului Montan, Reșița | Cimec    |
|      | Program de activități organizate de Reuniunea de Muzică și Cântări cu ocazia împlinirii a 70 de ani de la sfințirea steagurilor Autor: Tipografia E. Desits                                                                           | Datare: 12.08.1933 Dimensiuni: L: 21,5 cm; La: 13,3 cm; 5 F; R, V Material: hârtie            | Programul expune activitățile muzicale care se vor desfășura pe parcursul a patru zile, organizate de Reuniunea de Muzică și Cântări din Oravița în colaborare cu „Bund Banater Deutsches Sanger”, cu ocazia împlinirii a 70 de ani de la sfințirea steagurilor. Documentul are pe margini un chenar îngust și o liră în partea de jos, iar în stânga o mențiune scrisă cu cerneală albastră neinteligibilă. | Muzeul Banatului Montan, Reșița | Cimec    |
|      | Afiș al spectacolului de muzică și comedie organizat de Reuniunea tinerilor romano-catolici din Oravița Autor: Tipografia E. Desits                                                                                                   | Datare: 17.04.1933 Dimensiuni: L: 32 cm; La: 24 cm; 1 F; R Material: hârtie                   | Reuniunea tinerilor romano-catolici din Oravița organizează spectacolul de muzică și teatru în clădirea Claustrului. Documentul este tipărit pe hârtie roz și are în mijloc aplicat un timbru fiscal de 10 bani. | Muzeul Banatului Montan, Reșița | Cimec    |
|      | Afiș al operetei „Contesa Marița” de EM. Kalman Autor: Tipografia Iosif Kaden | Datare: 09.01.1927 Dimensiuni: L: 62,5 cm; La: 45,5 cm; 1 F; R Material: hârtie               | Asociația de Muzică și Cântări Oravița 1863 organizează ca spectacol în clădirea teatrului opereta „Contesa Marița” de Em. Kalman în regia lui A. Schnicke. Documentul este imprimat pe hârtie fină portocalie. | Muzeul Banatului Montan, Reșița | Cimec    |
|      | Afiș al spectacolului dedicat sărbătoririi zilei de 24 ianuarie Autor: Tipografia Progresul | Datare: 24.01.1924 Dimensiuni: L: 47,5 cm; La: 31 cm; 1 F; R Material: hârtie                 | Cu ocazia zilei împlinirii a 65 de ani de la Unirea principatelor române, Regimentul 5 Vânători și Liceul „General Dragalina” organizează o serbare având în program manifestări artistice diferite. Afișul este publicat pe hârtie roz cu câteva însemnări cu creionul. | Muzeul Banatului Montan, Reșița | Cimec    |
|      | Afiș al festivalului artistic organizat de Uniunea Populară Maghiară și Organizația orașului Oravița | Datare: 10.02.1949 Dimensiuni: L: 61 cm; La: 43,5 cm; 1 F; R Material: hârtie                 | Uniunea populară din R.P.R. și orașul Oravița organizează un festival artistic urmat de o seară dansantă. Din încasări 40% sunt destinate pentru ajutorarea copiilor greci. Muzica este asigurată de trupa „Jazz-Gore” din Reșița. | Muzeul Banatului Montan, Reșița | Cimec    |
|      | Afiș al serbării pomului de Crăciun Autor: Tipografia E. Desits | Datare: 20.12.1930 Dimensiuni: L: 63,5 cm; La: 47,5 cm; 1 F; R Material: hârtie               | Primăria din Oravița, Reuniunea femeilor româno-germane, a corurilor și școlilor din Oravița, organizează în sala cinematografului Astra serbarea dedicată pomului de Crăciun. Cu această ocazie se vor împărți alimente, haine și lemne populației sărace. Afișul este tipărit pe hârtie roz, are pe margini un chenar lat și aplicat un timbru fiscal de 10 bani. | Muzeul Banatului Montan, Reșița | Cimec    |
|      | Afiș pentru o serată corală organizată de Asociația de Muzică și Cântări 1863 Autor: Tipografia Iosif Kaden | Datare: 10.08.1930 Dimensiuni: L: 65 cm; La: 48 cm; 1 F; R Material: hârtie                   | Asociația de Muzică și Cântări Oravița 1863 invită publicul în Grădina de Tir la o seară de muzică corală urmată de dans. În program lucrări de C. Porumbescu, L. Slaviansky etc. Afișul este tipărit pe hârtie verde și are aplicate două timbre fiscale de câte 10 bani. | Muzeul Banatului Montan, Reșița | Cimec    |
|      | Afiș pentru concertul de vioară susținut de Ladislau Merza Autor: Tipografia Iosif Kaden | Datare: 23.07.1931 Dimensiuni: L: 65 cm; La: 48 cm; 1 F; R Material: hârtie                   | Recitalul de vioară susținut de Ladislau Merza are loc în Grădina de Tir și va fi urmat de dans pe muzică interpretată de Orhestra de Jazz a Reuniunii de Muzică și Cântări 1863 din Oravița. Afișul este tipărit pe hârtie verde și are aplicate două timbre fiscale de câte 10 bani și unul de 2 lei. | Muzeul Banatului Montan, Reșița | Cimec    |
|      | Afiș al seratei organizate de Reuniunea de binefacere a femeilor din Oravița Autor: Tipografia Iosif Kaden | Datare: 10.12.1932 Dimensiuni: L: 65 cm; La: 48 cm; 1 F; R Material: hârtie                   | Reuniunea de binefacere a femeilor din Oravița organizează o serată cu program de muzică și dans, pentru colectarea fondurilor necesare teatrului. Afișul este tipărit pe hârtie verde și are în mijloc aplicate două timbre fiscale de câte 10 bani. | Muzeul Banatului Montan, Reșița | Cimec    |
|      | Sabin Drăgoi către Cornel Grofșorean Autor: Drăgoi, Sabin V. | Datare: 7.11.1935 Dimensiuni: L: 27 cm; La: 18 cm; 1F, R Material: hârtie                     | În această scrisoare Sabin Drăgoi îi mulțumește lui Cornel Grofșorean pentru sentimentele de apreciere pe care acesta le-a manifestat față de activitatea compozițională, în special după ascultarea operei „Constantin Brâncoveanu”. | Muzeul Banatului Montan, Reșița | Cimec    |
|      | Dimitrie Gusti către Cornel Grofșorean Autor: Gusti, Dimitrie | Datare: 1 iulie 1943 Dimensiuni: L: 27 cm; La: 21 cm; 2F, R Material: hârtie                  | Dimitrie Gusti, în calitate de președinte al Institutului de Științe Sociale al României, îi scrie lui Cornel Grofșorean, directorul Institutului Social Banat-Crișana, în legătură cu trimiterea unei sume de bani de la București, necesare pentru redactarea memoriilor în vederea participării la Conferința de Pace de la sfârșitul celui de-al doilea război mondial. | Muzeul Banatului Montan, Reșița | Cimec    |
|      | Dimitrie Gusti către Cornel Grofșorean Autor: Gusti, Dimitrie | Dimensiuni: L: 26,5 cm; La: 21 cm; 1F, R Material: hârtie                                     | Dimitrie Gusti, director al Institutului de Științe Sociale al României, îi scrie lui Cornel Grofșorean, directorul filialei din Timișoara despre cum ar trebui să se intituleze viitoarea monografie a localității Naidăș și de unde ar trebui să se obțină bani pentru finanțare. | Muzeul Banatului Montan, Reșița | Cimec    |
|      | Aron Cotruș către Cornel Grofșorean Autor: Cotruș, Aron | Datare: 8 august 1930 Dimensiuni: L: 23 cm; La: 14 cm; 2F, R Material: hârtie                 | Aron Cotruș, care se află în Italia, la Milano, în timpul activității în diplomație, îi amintește lui Cornel Grofșorean că Asociația Culturală din Banat îi datorează o sumă mare de bani. | Muzeul Banatului Montan, Reșița | Cimec    |
|      | Camil Petrescu către Cornel Grofșorean Autor: Petrescu, Camil | Dimensiuni: L: 19 cm; La: 13 cm; 1F, R Material: hârtie                                       | Camil Petrescu îi scrie lui Cornel Grofșorean despre faptul că a trecut prin Timișoara și regretă că nu a avut timp să-l întâlnească. | Muzeul Banatului Montan, Reșița | Cimec    |
|      | Camil Petrescu către primarul Timișoarei, Cornel Grofșorean Autor: Petrescu, Camil | Dimensiuni: L: 19 cm; La: 12 cm; 2F, R Material: hârtie                                       | Camil Petrescu îi scrie lui Cornel Grofșorean, primarul Timișoarei, căruia îi adresează câteva întrebări, felicitându-l totodată pentru lucrarea „Rumänische Dichter”, promite de asemenea că va veni la Timișoara. | Muzeul Banatului Montan, Reșița | Cimec    |
|      | Dimitrie Gusti către Cornel Grofșorean Autor: Gusti, Dimitrie | Datare: 11 august 1941 Dimensiuni: L: 15 cm; La: 11 cm; 1F, V Material: hârtie                | Dimitrie Gusti, care se afla la tratament, îi scrie lui Cornel Grofșorean felicitându-l pentru succesele Institutului Social Banat-Crișana, îl informează că va ține la Academia Română un discurs pe problemele Banatului. | Muzeul Banatului Montan, Reșița | Cimec    |
|      | Constantin Daicoviciu către Cornel Grofșorean Autor: Daicoviciu, Constantin | Datare: 28 aprilie 1943 Dimensiuni: L: 14 cm; La: 10,5 cm; 1F, V Material: hârtie             | Constantin Daicoviciu îi scrie lui Cornel Grofșorean de la Sibiu, mulțumind pentru cartea pe care acesta i-a trimis-o și promite că va trece prin Banat. Cartea poștală prezintă pe recto ștampila „Cenzurat Sibiu” pe colțul din stânga jos, iar în dreapta sus, timbru imprimat de 10 lei reprezentând pe regele Mihai, în centru este imprimată stema României. | Muzeul Banatului Montan, Reșița | Cimec    |
|      | Aron Cotruș către Cornel Grofșorean Autor: Cotruș, Aron | Datare: 26 iulie 1929 Dimensiuni: L: 14 cm; La: 9 cm; 1F, V Material: hârtie                  | Aron Cotruș îi scrie lui Cornel Grofșorean făcând referire la o eventuală întâlnire cu ministrul Sever Bocu, corespondență cu Grigore Ion și revista „Banatul”. | Muzeul Banatului Montan, Reșița | Cimec    |
|      | Traian Doda către Vicențiu Babeș Autor: Doda, Traian | Datare: 28 martie 1882 Dimensiuni: L: 23 cm; La: 14,5 cm; 2F; R, V Material: hârtie           | Generalul Traian Doda în calitate de Președinte al Comunității de Avere îi scrie lui Vicențiu Babeș despre angajarea unor pădurari care posedă o atestare și care trebuie să fie și proprietari în cadrul respectivei asociații. | Muzeul Banatului Montan, Reșița | Cimec    |
|      | Traian Doda către Vicențiu Babeș Autor: Doda, Traian | Datare: 1 iulie 1885 Dimensiuni: L: 22,5 cm; La: 15 cm; 2F; R, V Material: hârtie             | Generalul Traian Doda îi scrie lui Vicențiu Babeș despre abonamentul la „Rumänische Revue” și despre o furtună teribilă care se apropie. | Muzeul Banatului Montan, Reșița | Cimec    |
|      | Traian Doda către Vicențiu Babeș Autor: Doda, Traian | Datare: 5 octombrie 1885 Dimensiuni: L: 22,5 cm; La: 14,5 cm; 1F, R Material: hârtie          | Traian Doda îl anunță pe Vicențiu Babeș că va veni la Pesta. | Muzeul Banatului Montan, Reșița | Cimec    |
|      | Traian Doda către Vicențiu Babeș Autor: Doda, Traian | Datare: 1 noiembrie 1882 Dimensiuni: L: 23 cm; La: 14,5 cm; 2F; R, V Material: hârtie         | Traian Doda îi scrie lui Vicențiu Babeș informându-l despre răspunsul trimis Parlamentului din Pesta, trimițând același act și gazetelor „Tribuna”, „Gazeta Transilvaniei”, „Luminătoriul”, „Telegraful român”. | Muzeul Banatului Montan, Reșița | Cimec    |
|      | Preotul dr. Ioan Sârbu către preoții din Protopopiatul Mehadiei Autor: Sârbu, Ioan | Datare: 13/26 ianuarie 1915 Dimensiuni: L: 21 cm; La: 17 cm; 1F, R Material: hârtie           | Preotul dr. Ioan Sârbu, în calitate de administrator protopopesc al Mehadiei, cere preoților din cadrul protopopiatului să trimită conspectele referitoare la datele statistice cerute de la sfârșitul fiecărui an. | Muzeul Banatului Montan, Reșița | Cimec    |
|      | Episcopul Ioan Popasu către învățătorul Vasile Popovici Autor: Popasu, Ioan | Datare: 27 iulie 1882 Dimensiuni: L: 34 cm; La: 21 cm; 1F, R Material: hârtie                 | Episcopul Ioan Popasu se adresează învățătorului Vasile Popovici din Sacu prin care se aprobă să „cerceteze” în calitate de cleric, institutul teologic, dar numai după examenul de admitere și obținerea atestatelor școlare. | Muzeul Banatului Montan, Reșița | Cimec    |
|      | Plan de lucru al Institutului Social Banat-Crișana în vederea viitoarei Conferințe de Pace Autor: Grofșorean, Cornel | Datare: 29 mai 1940 Dimensiuni: L: 34 cm; La: 21 cm; 12F, R Material: hârtie                  | Pentru viitoarea Conferință de Pace care va marca sfârșitul celui de-al doilea război mondial, Institutul Social Banat-Crișana s-a pregătit din timp, redactându-se un plan ce cuprinde participarea cu memorii privind realizările Banatului din anii administrației românești. Documentul este dactilografiat dar prezintă adnotări manuscrise cu cerneală neagră. | Muzeul Banatului Montan, Reșița | Cimec    |
|      | Contract de întreținere cu clauză de uzufruct viager Autor: Plausich Mátyás | Datare: 11 august 1914 Dimensiuni: L: 34 cm; La: 21 cm; 4F; R, V Material: hârtie             | Contractul s-a încheiat între fam. Pieptenar și fam. Blazina. Prin acesta primii intră în posesia imobilului în care locuiește fam. Blazina cu condiția să-i întrețină pe parcursul vieții. Pe prima filă se află stema imperiului, iar la pagina 5, două timbre de câte 1 coroană. În partea de jos a aceleiași pagini o ștampilă a biroului notarial. Pe ultima filă se află un nr. de întregistrate imprimat: 10465. | Muzeul Banatului Montan, Reșița | Cimec    |
|      | Sârbii din Banatul românesc (1919-1940) Autor: Dragomir, Silviu | Dimensiuni: L: 30 cm; La: 21 cm; 18F; R Material: hârtie                                      | Studiul științific redactat de Silviu Dragomir, intitulat „Sârbii din Banatul Românesc” (1919-1940), a fost redactat în vederea participării României la Conferința de Pace care ar fi urmat celui de-al doilea război mondial și cuprinde informații statistice despre prezența minorităților în regiunea Banatului, cu accent pe minoritatea sârbă din localitățile Banatului românesc și cel sârbesc. Documentul este dactilografiat, cuprinde însă adnotări cu cerneală neagră, la fel titlul și numele autorului, pagina 2 este deteriorată. | Muzeul Banatului Montan, Reșița | Cimec    |
|      | Cerere de reexaminare a unei hotarâri judecătorești de condamnare pentru crimă Autor: Judecătoria din Poszony | Datare: 12 martie 1848 Dimensiuni: L: 39 cm; La: 25 cm; 2F; R, V Material: hârtie             | Se referă la reexaminarea unei sentințe pentru un caz de crimă fără premeditare pentru inculpatul Trăilă Sima care și-a omorât nora în 1847. Textul ocupă doar jumătate din fiecare filă. | Muzeul Banatului Montan, Reșița | Cimec    |
|      | Certificat de absolvire și foaia matricolă aparținând lui Simeon Mangiuca Autor: Universitatea din Pesta | Datare: 12 octombrie 1856 Dimensiuni: L: 38 cm; La: 23 cm; 2F; R, V Material: hârtie          | Certificat de absolvire eliberat de Universitatea din Pesta pe numele Simeon Mangiuca, pentru absolvirea științelor juridice și politice în perioada 1852-1856, urmată de foaia matricolă cu notele obținute pe parcursul celor 4 ani de studii. Pe ultima filă în partea stângă se află un sigiliu imprimat simplu, iar pe prima filă un timbru fiscal de 15 kreițari. | Muzeul Banatului Montan, Reșița | Cimec    |
|      | Dovadă privind emigrarea lui Josef Studensky Autor: Guberniul Regatului Bohemiei | Datare: 24 ianuarie 1844 Dimensiuni: L: 35 cm; La: 22 cm; 1F; R Material: hârtie              | Documentul atestă faptul că Josef Studensky din Cernăuți, în vârstă de 32 de ani, necăsătorit, fără copii, are permisiunea de a se muta în orașul Bocșa din regatul Ungariei. Există pe lângă semnătura guberniului și aprobarea Prefecturii militare. La mijlocul filei se află un timbru sec aplicat pe o bucată de hârtie pătrată, iar deasupra o ștampilă neagră. | Muzeul Banatului Montan, Reșița | Cimec    |
|      | Extragerea aurului la mina Elisabeta din Oravița, Ungaria, Comitatul Caraș | Datare: 1868 Dimensiuni: L: 35 cm; La: 21 cm; 9F; R, V, ultima filă nescrisă Material: hârtie | Studiul se referă la istoricul minei de aur din Oravița, ale cărei începuturi se plasează în anul 1845, mina fiind deschisă de Simon Horvath. Istoria minei este relatată de la înființare până în anul 1888, pe ultimele file fiind adăugate și calcule privind valoarea exploatării exprimată în florini în intervalul 1859-1861, precum și estimări privind profitabilitatea exploatării de aur, în funcție de investițiile făcute. | Muzeul Banatului Montan, Reșița | Cimec    |
|      | Preoții parohi din localitatea Ramna formulează câteva cereri adresându-se Episcopului greco-catolic din Lugoj, Alexandru Dobra Autor: Popescu, Ioan; Petru Tieranu; Vasile Guran                                                     | Datare: 07.12.1864 Dimensiuni: L: 33 cm; La: 21 cm; 1F; R, V Material: hârtie                 | Preoții localității Ramna se adresează Episcopului Alexandru Dobra, prin care cer amânarea plății contribuțiilor parohiale până vor crește prețurile la alimente și se vor îmbunătăți drumurile. | Muzeul Banatului Montan, Reșița | Cimec    |
|      | Alexandru Vaida-Voevod către Cornel Grofșorean Autor: Vaida-Voevod, Alexandru | Datare: 23.09.1935 Dimensiuni: L: 22,5 cm; La: 17 cm; 4F; R, V Material: hârtie               | Alexandru Vaida-Voevod îi scrie lui Cornel Grofșorean despre chestiunea autonomiei Banatului, reorganizării și descentralizării administrative a teritoriilor din vestul României. | Muzeul Banatului Montan, Reșița | Cimec    |
|      | George Dobrin către Cornel Grofșorean Autor: Dobrin, George | Datare: 03.08.1938 Dimensiuni: L: 24 cm; La: 15 cm; 1F; R Material: hârtie                    | George Dobrin îi scrie lui Cornel Grofșorean felicitându-l pentru că a expus problemele Banatului în fața viitorului rege Mihai cu ocazia vizitei acestuia în Banat. Recto există o ștampilă personală de formă ovoidală cu numele „George Dobrin”. | Muzeul Banatului Montan, Reșița | Cimec    |
|      | Apelul mareșalului Windischgrätz către populația din Transilvania și Ungaria Autor: Windischgrätz | Datare: 13.11.1848 Dimensiuni: L: 32 cm; La: 23 cm; 1F; R Material: hârtie filigran           | Mareșalul armatei imperiale principele Windischgrätz se adresează popoarelor din Ungaria și Transilvania printr-un apel „Graiul”, pentru a nu se asocia revoluționarilor - denumiți rebeli - care vor să declanșeze un război civil, anunțând totodată că va intra cu armata nu pentru a cuceri, ci pentru a menține pacea. Recto există ștampila personală a fostului proprietar „Antoniu Marchescu”. | Muzeul Banatului Montan, Reșița | Cimec    |
|      | Diplomă pentru eliberarea din armată a lui Drăgan Gyula Autor: Regimentul de honvezi | Datare: 31.12.1885 Dimensiuni: L: 47 cm; La: 34 cm; 1F; R Material: hârtie                    | Diploma de eliberare din armată i s-a acordat lui Drăgan Gyula la finalizarea stagiului militar în Regimentul de infanterie nr. 43, la gradul de sergent; atașat acestui document se află și fotografia decolorată a titularului. Textul este încadrat de simboluri ale armatei, iar în partea de sus emblema Regimentului de honvezi. | Muzeul Banatului Montan, Reșița | Cimec    |
|      | Episcopul ortodox Nicolae Popea se adresează oficiului protopresbiteral din Bocșa Montană Autor: Popea, Nicolae | Datare: 07.05.1899 Dimensiuni: L: 34 cm; La: 21 cm; 2F; R, V Material: hârtie                 | Episcopul diecezan Nicolae Popea comentează afirmația inspectorului școlar Dengi Iános referitoare la faptul că 11 școli confesionale din Comitatul Caraș-Severin urmează a deveni școli laice. | Muzeul Banatului Montan, Reșița | Cimec    |
|      | Episcopul ortodox Nicolae Popea către Maxim Popovici, protopresbiter în Bocșa Montană Autor: Popea, Nicolae | Datare: 24.05.1899 Dimensiuni: L: 34 cm; La: 21 cm; 2F; R Material: hârtie                    | Episcopul Nicolae Popea îi scrie protopresbiterului Maxim Popovici despre intenția guvernanților de a înființa o școală de stat, caz în care ar trebui să procedeze cu înțelepciune, astfel încât proiectul să nu fie dus la îndeplinire. | Muzeul Banatului Montan, Reșița | Cimec    |
|      | Episcopul diecezan Nicolae Popea către administratorul protopresbiterial din Oravița Autor: Popea, Nicolae | Datare: 10.09.1890 Dimensiuni: L: 34 cm; La: 21 cm; 2F; R, V Material: hârtie                 | Episcopul diecezan Nicolae Popea îi scrie protopresbiterul Oraviței Alexandru Popovici manifestându-și nemulțumirea că preoții din Dognecea și Ocna de Fier, în loc să calmeze greviștii de la UDR, i-au încurajat, drept pentru care vor fi anchetați pentru a se afla adevărul. | Muzeul Banatului Montan, Reșița | Cimec    |
|      | Apel lansat de generalul Bem către românii din Banat Autor: Bem Józef | Datare: 1849 Dimensiuni: L: 33,5 cm; La: 21 cm; 1F; R Material: hârtie                        | Generalul Józef Bem se adresează românilor din Banat, explicându-le că ar fi bine să se alieze cu „frații unguri” conduși de Kossuth împotriva Împăratului austriac și să trimită recruți pentru a lupta pentru libertatea patriei. În partea dreaptă se află ștampila fostului proprietar. | Muzeul Banatului Montan, Reșița | Cimec    |
|      | Apel lansat de Lajos Kossuth către națiunea română Autor: Kossuth Lajos; Eszterházy Mihály | Datare: 10.10.1848 Dimensiuni: L: 33,5 cm; La: 22,5 cm; 1F; R, V Material: hârtie             | Manifestul se adresează națiunii române, chemând-o la revoluție împotriva „asupritorilor” austrieci, dar păstrând totodată liniștea și pacea, fără lupte de stradă și jafuri. | Muzeul Banatului Montan, Reșița | Cimec    |
|      | Dilpomă de membru în „Asociația științelor naturii” Autor: Tipografia Pataky Iosef | Datare: 17.10.1883 Dimensiuni: L: 63,5 cm; La: 45,5 cm; 1F; R Material: hârtie filigran       | Diploma este eliberată de Asociația Științelor Naturii pe numele lui Stéger Antal, atestând calitatea de membru a acesteia. La mijlocul documentului, în partea de jos se află un sigiliu aplicat fără detalii vizibile, iar cele trei laturi sunt decorate cu motive florale, în jurul sigiliului există simboluri care sugerează relația cu științele naturii. | Muzeul Banatului Montan, Reșița | Cimec    |
|      | Partentă imperială de grațiere în Imperiul austriac și Ungaria Autor: Wenzel, Iosef, conte de Colloredo | Datare: 17.01.1810 Dimensiuni: L: 52 cm; La: 43 cm; 1F; R Material: pergament                 | Documentul se referă la grațierea generală a dezertorilor și a altor categorii de militari din Imperiul austriac și Ungaria, emis de contele Wenzel Iosef de Colloredo în calitate de mareșal, după războiul cu armata lui Napoleon Bonaparte. | Muzeul Banatului Montan, Reșița | Cimec    |
|      | Bilet de loterie Autor: Asociația maghiară „Inimi caritabile” | Datare: 31.07.1888 Dimensiuni: L: 26 cm; La: 17 cm; 1F; R, V Material: hârtie                 | Bilet de loterie în valoare de 2 forinți/ guldeni pentru colectarea de fonduri, emis prin autoritatea Ministerului de finanțe aprobat de serviciul de loterie-acțiuni. Documentul are chenar cu motive florale, în partea centrală sus o inimă, în mijlocul documentului este imprimat un înger care desparte cele două texte în germană și maghiară. În colțul din stânga sus este o ștampilă aparținând tipografiei. Recto are seria 4545, nr. 067 sz.                                                                                          | Muzeul Banatului Montan, Reșița | Cimec    |
|      | Anunț al Clubului de cântări și Muzică din Oravița privind concertul de muzică clasică Autor: Clubul de cântări și Muzică din Oravița                                                                                                 | Datare: 22.09.1896 Dimensiuni: L: 29 cm; La: 23 cm; 1F; R Material: hârtie                    | Clubul de muzică și cântări din Oravița invită publicul la concertul de marți din data de 22 septembrie 1896 în clădirea teatrului, având în program muzică clasică. Programul este încadrat de un chenar cu motive florale la colțuri, fiind realizat la Tipografia Karl Wunder. | Muzeul Banatului Montan, Reșița | Cimec    |
|      | Clubul de Cântări și Muzică din Oravița invită la Seara de dans în sala hotelului Coroana Ungariei Autor: Clubul de cântări și Muzică din Oravița                                                                                     | Datare: 19.02.1898 Dimensiuni: L: 25 cm; La: 20 cm; 2F; R Material: hârtie                    | Clubul de muzică și cântări din Oravița invită publicul la o seară de dans, sâmbătă 19 februarie 1898 în sala hotelului „Coroana Ungariei” din Oravița, în program figurând și piesele muzicale care se vor cânta. Documentul are chenar cu motive stilizate la colțuri și în partea stângă. | Muzeul Banatului Montan, Reșița | Cimec    |
|      | Anunț al Clubului de cântări și muzică din Oravița privind sărbătoarea tinerilor și balul copiilor Autor: Clubul de cântări și Muzică din Oravița                                                                                     | Datare: 25.01.1896 Dimensiuni: L: 23 cm; La: 14,8 cm; 1F; R Material: hârtie                  | Clubul de cântări și Muzică din Oravița invită la sărbătoarea tinerilor și balul copiilor care va avea loc în sala hotelului „Coroana Ungariei” sâmbătă după-amiază. Documentul are un chenar în partea stângă cu motiv ornamental reprezentând o liră cu două ramuri de laur. | Muzeul Banatului Montan, Reșița | Cimec    |
|      | Invitație pentru petrecerea Ajunului Anului Nou Autor: Clubul de cântări și Muzică din Oravița | Datare: 31.12.1895 Dimensiuni: L: 23 cm; La: 14,5 cm; 1F; R Material: hârtie                  | Invitația este adresată de Clubul de Cântări și Muzică din Oravița celor care vor să petreacă ajunul Anului Nou ascultând muzică de operă. Spectacolul va avea loc în sala hotelului „Coroana Ungariei” din Oravița. Documentul are un chenar pe margini cu motive stilizate la colțuri. | Muzeul Banatului Montan, Reșița | Cimec    |